# Eurocopter Tiger

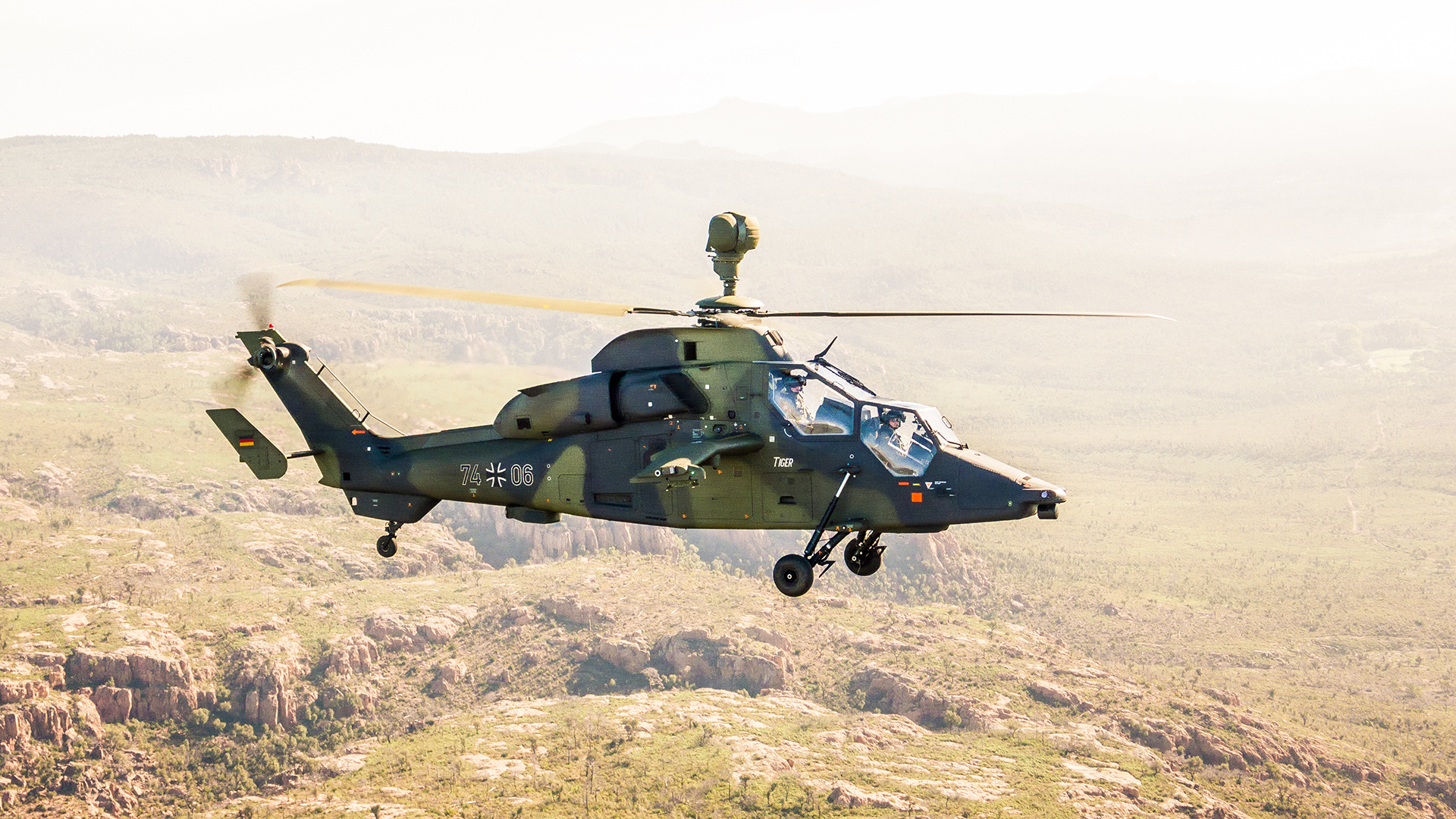
Tiger im Flug, 2006

Der Tiger ist ein deutsch-französischer Kampfhubschrauber von Airbus Helicopters. Ursprünglich wurde er in Deutschland als Panzerabwehrhubschrauber 2 (PAH-2) bezeichnet, die Bundeswehr führte ihn nach seiner Einführung jedoch als Unterstützungshubschrauber Tiger (UHT). Im Oktober 2013 wurde durch das Amt für Heeresentwicklung offiziell die Bezeichnung Kampfhubschrauber Tiger (KHT) festgelegt. Er ist mit dem Transportflugzeug Airbus A400M luftverladbar. Die Triebwerke des Tigers werden von dem Konsortium MTU Turbomeca Rolls-Royce GmbH (MTR) in Hallbergmoos bei München gebaut. Die Endmontage des Hubschraubers erfolgt in Donauwörth, Marignane, Albacete und Australien.

## Geschichte

### Entwicklung
Im Jahr 1984 stellten die deutsche und die französische Regierung einen Anforderungskatalog für einen modernen Mehrzweck-Kampfhubschrauber zusammen. Ein aus der französischen Aérospatiale und der deutschen MBB bestehendes Joint Venture wurde später als Hersteller der Wahl festgelegt.
Wegen hoher Kosten wurde das Programm im Jahr 1986 zunächst abgebrochen, im Folgejahr jedoch wieder aufgenommen.
Im November 1989 erhielt das Konsortium den Auftrag zum Bau von fünf Prototypen. Drei sollten unbewaffnete Testplattformen werden und je einer der beiden übrigen Prototypen in der deutschen Panzerabwehrversion und der französischen Eskorthubschrauber- und Feuerunterstützungsvariante ausgerüstet werden. Mit dem Bau des Tiger-Triebwerks MTR390-2C wurde das 1989 gegründete Konsortium MTU Turbomeca Rolls-Royce GmbH (MTR) in Hallbergmoos bei München beauftragt.
Nach der deutschen Wiedervereinigung wurde das deutsche Konzept des reinen Panzerabwehrhubschraubers (PAH 2) überarbeitet und mündete in einer Mehrzweckversion (UHT), die sowohl die Aufgaben der Panzerabwehr- sowie der Eskort- bzw. Feuerunterstützungs-Variante vereint. Der erste Prototyp flog im April 1991. Als die Hubschraubersparten von Aerospatiale und MBB 1992 in der Eurocopter Group aufgingen, wurde auch das Tiger-Programm in den neuen Konzern eingebracht.
Der erste große öffentliche Auftritt des neuen Hubschraubers (und zwar des Prototyps PT3) fand in dem 1995 produzierten James-Bond-Film GoldenEye statt. In dem Film wird auf den EMP-Schutz des Hubschraubers Bezug genommen, das ebenfalls gezeigte Rettungssystem ist jedoch fiktiv.
Die Serienproduktion des Tigers begann im März 2002. Der Erstflug eines in Serie gefertigten Tiger HAP für die französische Armee fand im März 2003 statt. Die Endauslieferung der ersten von seinerzeit 80 durch Frankreich bestellten Hubschrauber begann im September 2003 (die Bestellung wurde 2015 auf 60 reduziert). Ende 2003 wurde auch mit der Auslieferung des ersten der ebenfalls seinerzeit geplanten 80 deutschen UH-Tiger an das Bundesamt für Wehrtechnik und Beschaffung (BWB) begonnen, wo er diverse Tests durchlief. 2005 wurden erste deutsche Serien-Tiger an die deutsch-französische Flugschule in Le Luc überführt, wo sie der Pilotenausbildung dienen. Bis Ende 2009 wurden vier der geplanten 32 Tiger beim Kampfhubschrauberregiment 36 „Kurhessen“ im nordhessischen Fritzlar stationiert. Zu diesem Zeitpunkt befanden sich die ersten zehn Bundeswehrpiloten in der abschließenden dreistufigen Typenausbildung, um den Status „Combat ready“ auf dem Tiger zu erhalten. Die Eingliederung der ersten Tiger beim Kampfhubschrauberregiment 26 „Franken“ in Roth befand sich bis 2011 in Vorbereitung. In Fritzlar und Roth sollten jeweils 32 Tiger stationiert werden. Der Tiger wird nun ausschließlich in Fritzlar stationiert. Er ersetzt in diesen Regimentern den deutschen PAH-1. Die Vorteile des Tigers gegenüber dem PAH-1 liegen vor allem in der besseren und flexibleren Bewaffnung, der hohen Wendigkeit und Schnelligkeit, der modernen Technik und der Verwendung moderner Verbundwerkstoffe, die höhere Crashsicherheit und Beschussfestigkeit bei geringerem Gewicht gewährleisten.
Eurocopter platziert die EC 665 als Konkurrenz zu Boeings AH-64 Apache. Hier erlitt Eurocopter jedoch anfangs einen herben Rückschlag, als sich Großbritannien bei einem Großauftrag über 67 Kampfhubschrauber gegen den Tiger und für den Apache entschied. Im Dezember 2001 konnte Eurocopter jedoch mit der australischen Regierung einen Vertrag über die Lieferung von 22 als Aufklärer konfigurierten Tiger ARH abschließen. Die ersten Tiger ARH wurden Ende 2004 an Australien geliefert.
Im September 2003 wählte Spanien eine Variante der HAD-Version für den Dienst in der spanischen Armee aus. Die 24 bestellten Hubschrauber dieses Typs können mit Trigat-, Spike- und Mistral-Raketen bewaffnet werden. Des Weiteren werden sie mit verbesserten Turbinen des Typs MTR390-E ausgerüstet, um größere Nutzlasten tragen zu können. Die Auslieferung soll etwa von 2010 bis 2014 erfolgen.
Im Zuge der Umstrukturierung und Umbenennung des Mutterkonzerns EADS zur Airbus Group wurde im August 2013 beschlossen, das Unternehmen Eurocopter ab Januar 2014 in Airbus Helicopters umzubenennen.

### Prototypen
- PT1/F-ZWWW: Aerodynamikprototyp mit simpler Avionik, Erstflug am 27. April 1991. Der Prototyp war mit Mock-ups des Dach- und Mastvisiers, der Turmmaschinenkanone und Waffenbehältern ausgestattet. Wurde danach für Strukturbelastungstests und ab 1996 als Ausstellungsstück verwendet. Flog 502 Stunden.
- PT2/F-ZWWY: Rollout am 9. November 1992, Erstflug am 22. April 1993. Entspricht aerodynamisch der HAP-Version und enthielt die komplette Avionik. Wurde für Messungen des Radarquerschnitts und Optimierung der Tarneigenschaften verwendet. Wurde im November 1996 zur HAP-Version hochgerüstet und fortan PT2R genannt. Mistral-Schusstests am 14./15. Dezember 1998, Tests mit ungelenkten Raketen im Juni 1999. Zwischen 4. April und 12. Mai 2000 als PT2R2 für HAP-Qualifikationstest in Landes verwendet. 2001 als PT2X bezeichnet und für HOT3-Tests verwendet. Ab Mai 2002 für Decklandungen auf der TCD Siroco verwendet.
- PT3/9823: Volle Avionik (inklusive Autopilot und Navigationssystem), Jungfernflug am 19. November 1993 als F-ZWWT. Der Umbau zum UHT begann im Februar 1997, daraufhin als PT3R bezeichnet. Im Juni 1999 Raketenstarts auf große Entfernungen, nachts und unter widrigen Sichtverhältnissen, Wüstentests auf der Bateen AB in Abu Dhabi im September 1999. Diese Maschine ist seit August 2013 im Hubschraubermuseum Bückeburg zu besichtigen.[2]
- PT4/F-ZWWU: HAP-Konfiguration und Avionik (inklusive TopOwl-Helmvisier und schussfähig), Erstflug am 15. Dezember 1994. Dachvisiertests Anfang 1995, im April in Toulon Tests mit der Bordmaschinenkanone. Der Volltest begann am 21. September 1995 auf dem Militärflugplatz Cazaux. Von Ende November 1995 bis 1997 dauerten die umfangreichen Kanonen- und Mistral-Tests. Wurde in Drei-Farben-Tarnschema lackiert. Wintertests in Schweden 1997 mit Kufen. Stürzte am 17. Februar 1998 beim nächtlichen Tiefstflug in Australien ab.
- PT5/9825: Volles UHT-Avionikpaket, Erstflug am 21. Februar 1996. Wurde für den Test deutscher Waffensysteme mit Osiris-Mastvisier verwendet (Stinger, HOT2 und 12,7-mm-Gunpod). Umgebaut als PT5R bezeichnet mit Waffensystem auf Produktionsstandard, Erstflug am 8. Oktober 1999.
- PT6: Für Belastungs-, Ermüdungs- und Crashtests verwendet.
- PT7: Für Belastungs-, Ermüdungs- und Crashtests verwendet.
- PS1/F-ZVLJ: Vorserien-HAP in Marignane mit Serienproduktionsmaschinen und -abläufen erbaut. Baubeginn 1998, Jungfernflug am 21. Dezember 2000. Diente der Optimierung der Produktionsabläufe.
- UHT S01/9826: Erster Serien-Tiger, Rollout am 22. März, Erstflug am 2. August 2002. Ersetzte bei den Tests PT5R.
- HAP S01: Erster französischer Serien-Tiger, Erstflug (F-ZKDB) am 26. März 2003, im Juli 2003 an die französische Armee übergeben.

## Technik

### Konstruktion
Der Tiger ist ein Kampfhubschrauber in klassischer Haupt-und-Heckrotor-Konfiguration. Das Cockpit ist kampfhubschraubertypisch in Tandem-Anordnung aufgebaut. Anders als bei allen derzeit weltweit eingesetzten Kampfhubschraubern sitzt der Pilot im Tiger auf dem Vordersitz und der Bordschütze dahinter. Um die Sicht für den hinten sitzenden Schützen zu verbessern, sind die Sitze in der Höhe gestaffelt angeordnet. Die Rotorblätter können in etwa sechs bis sieben Minuten gefaltet werden, was den Tiger luft- und seetransporttauglich macht.

#### Rumpf und Zelle
Der schlanke, widerstandsarme Rumpf besteht zu 80 % aus Verbundwerkstoffen, wodurch eine geringere Radarsignatur erreicht und die Crashsicherheit erhöht wird. So ist bis zu einer vertikalen Sinkgeschwindigkeit von 10,5 m/s, 8 m/s Seiten- und 12 m/s Längsgeschwindigkeit die geforderte Überlebenswahrscheinlichkeit gegeben. Zum Schutz vor feindlicher Entdeckung trägt auch eine reflexionsarme Lackierung bei. An den Seiten des Rumpfes sitzen zwei Stummelflügel zur Waffenaufnahme. Am Bug befindet sich ein Kanonendrehturm (außer bei der Version UHT).
Die Luftfahrzeugzelle besteht zu 80 % aus mit Kohlenstoff-, Aramid- und Glasfasern verstärktem Kunststoff, Nomexwaben und Hartschäumen. Die Stummelflügel bestehen aus Aluminiumspanten mit CFK-Rippen und CFK-Außenhaut. Die Kunststoffbauweise senkt aufgrund der hohen Lebensdauer der Luftfahrzeugzelle die Wartungskosten. Im Gegensatz zur Aluminium- und Stahlbauweise unterliegt das Material einer wesentlich geringeren Materialermüdung und keiner Korrosion. 11 % der Leermasse entfallen auf Aluminium- und weitere 6 % auf Titanlegierungen.
Die vordere Rumpfsektion mit den Cockpits sowie die Rotorblätter und -nabe werden in Donauwörth gefertigt, die Mittelsektion mit den Waffenpylonen und den Triebwerken sowie das Fahrwerk und der Heckrotor im französischen Marignane. Der Heckausleger mit den Leitwerken wird im spanischen Albacete montiert. Die Endmontage der Maschinen findet jeweils in Donauwörth, Marignane, Albacete oder Australien statt.

#### Antrieb

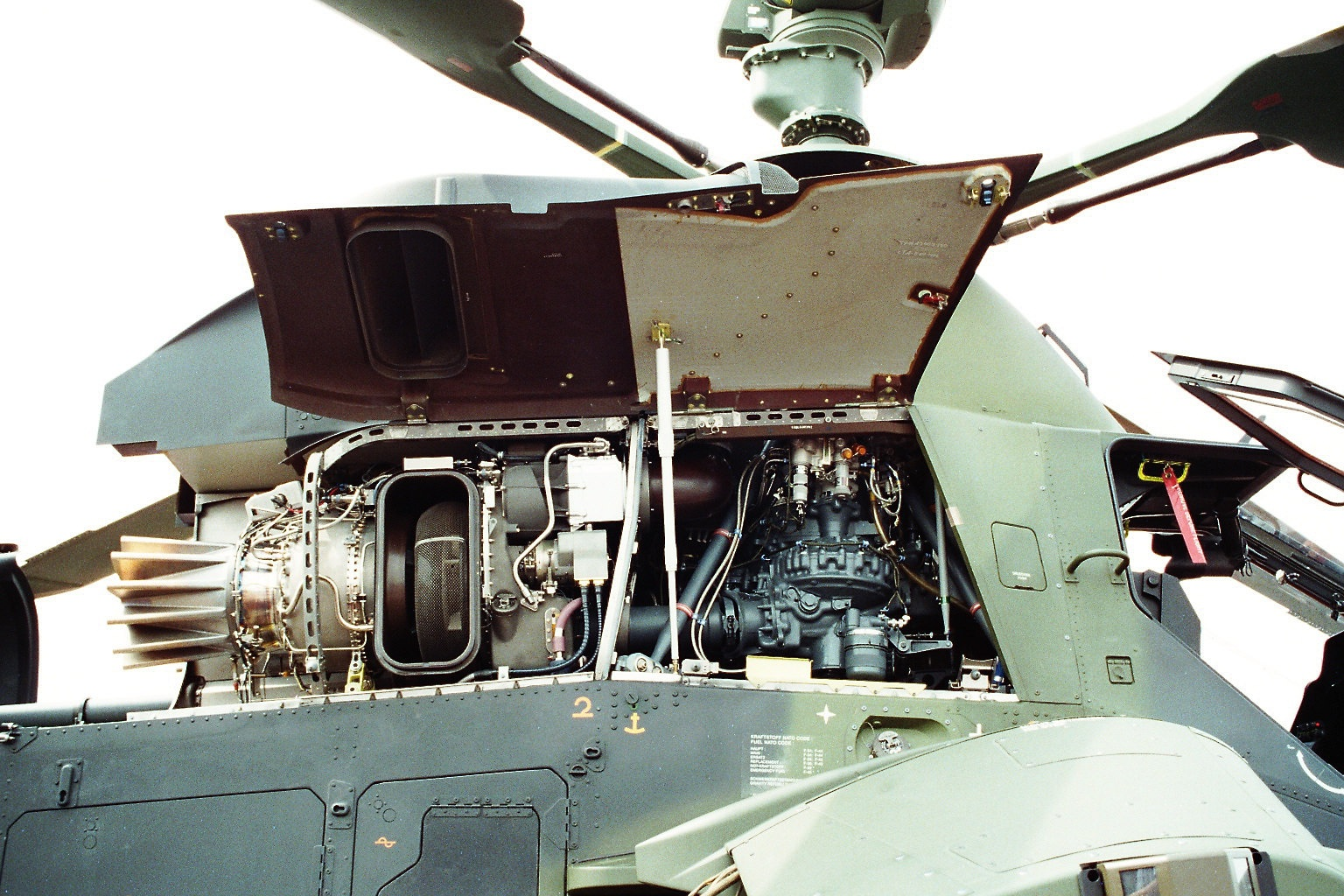
Geöffnete Triebwerksabdeckung

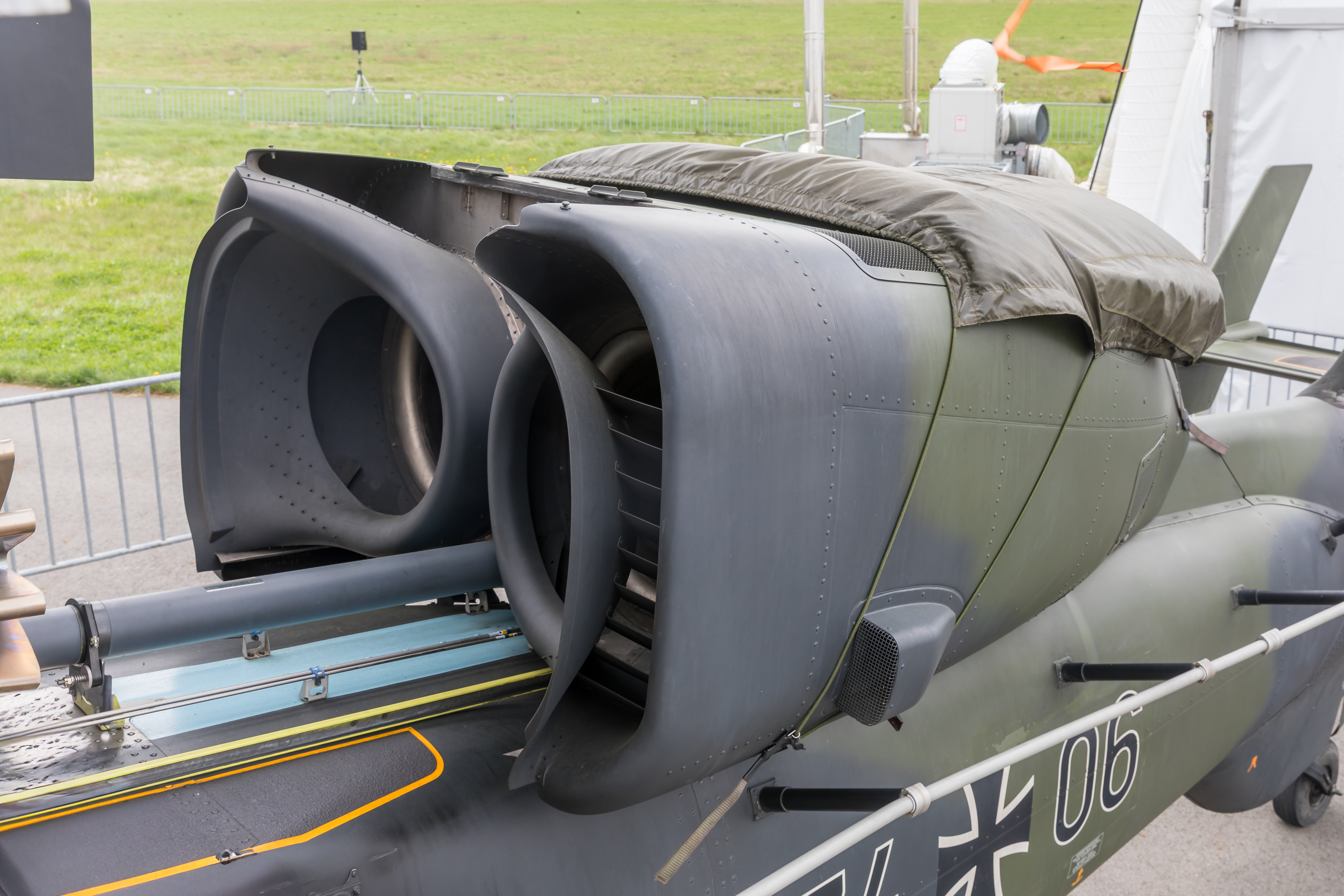
Geöffnete Abgasführung

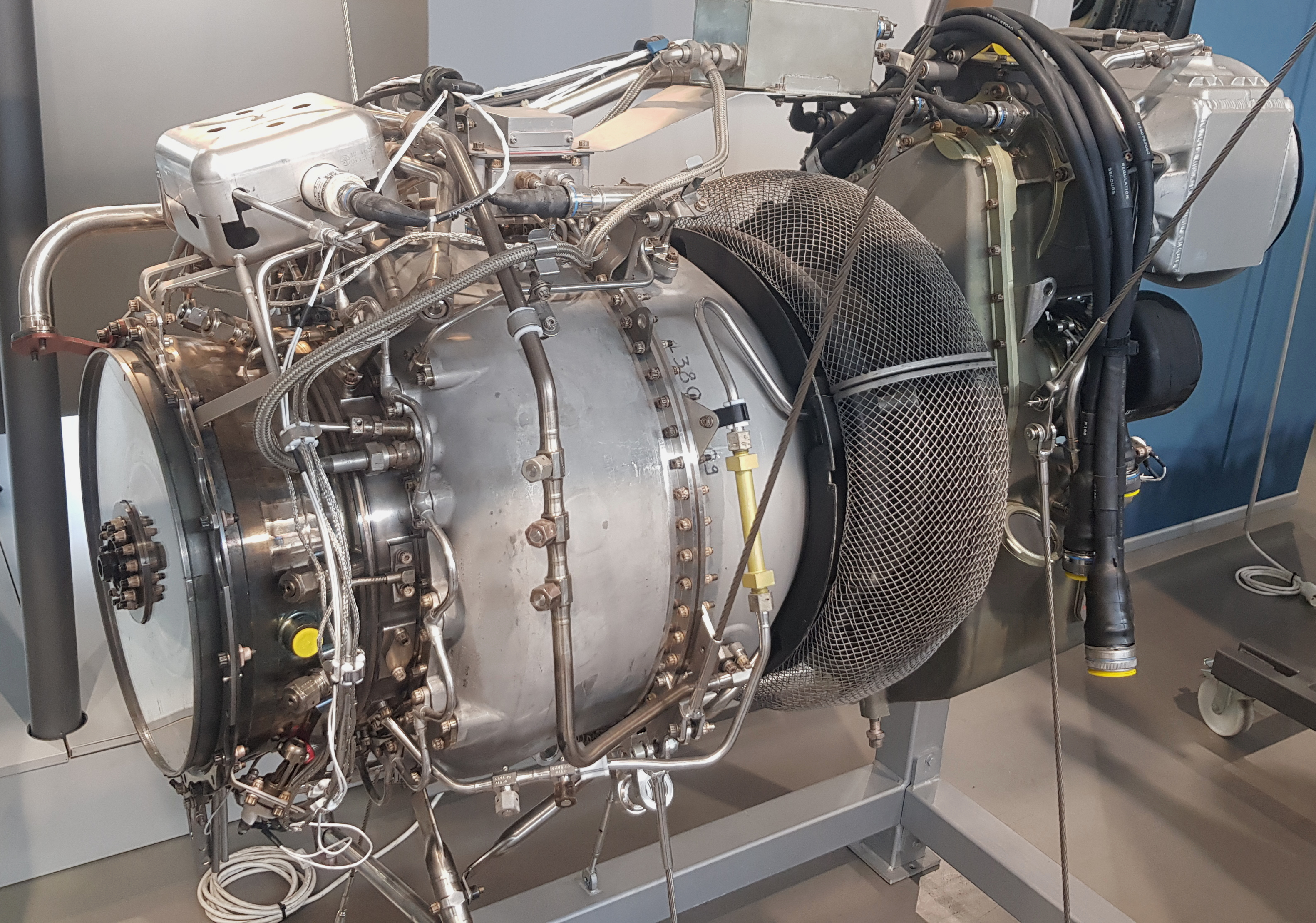
MTU-MTR-390-Triebwerk

Angetrieben wird der Hubschrauber von zwei Rolls-Royce/Turboméca/MTU-MTR-390-Triebwerken, die mit einer APU angelassen werden. Zum Schutz vor angesaugten Fremdkörpern (sog. FOD) sind die Triebwerksansaugöffnungen mit Schutzgittern versehen. Im darauffolgenden zweistufigen Radialverdichter wird die Ansaugluft auf ein Druckverhältnis von 13:1 verdichtet. Das Zweiwellen-Triebwerk ist mit einer Umkehr-Ringbrennkammer ausgestattet, von den drei Axialturbinenstufen treibt eine die Verdichterwelle an; zwei Stufen geben als Freilaufturbine bis zu 958 kW Wellenleistung an das Zwischengetriebe ab. Die weiterentwickelte Version MTR-390-E weist ein höheres Verdichtungsverhältnis von 14:1 und 1094 kW Wellenleistung auf, ist allerdings etwas schwerer als das ursprünglich 169 kg wiegende Triebwerk. Beide Triebwerksversionen sind FADEC-gesteuert, 1078 mm lang, 442 mm breit und 682 mm hoch und hauptsächlich aus Titanlegierungen gefertigt und modular aufgebaut. Beim Ausfall eines Triebwerkes ist der Hubschrauber noch in der Lage, seinen Kampfauftrag zu erfüllen, wenn er nicht schwerer als 5,9 Tonnen ist.
Das Hauptgetriebe ist ebenfalls aus Titanlegierungen gefertigt und soll bei Ölverlust bis zu 30 Minuten trockenlaufen können, in Tests wurden bis zu 65 Minuten erreicht.

#### Rotoren
Der Tiger besitzt einen rechtslaufenden gelenklosen Vierblatt-Hauptrotor mit einem Zentralstück aus Titan. Schlag- und Schwenkbewegungen während des Blattumlaufes werden durch elastische Biegung der Rotorblattwurzel ermöglicht; Anstellwinkeländerungen durch Elastomerlager. Die Rotorblätter sind aus Faserverbundwerkstoffen gefertigt. Der Heckrotor ist dreiblättrig.

#### Panzerung

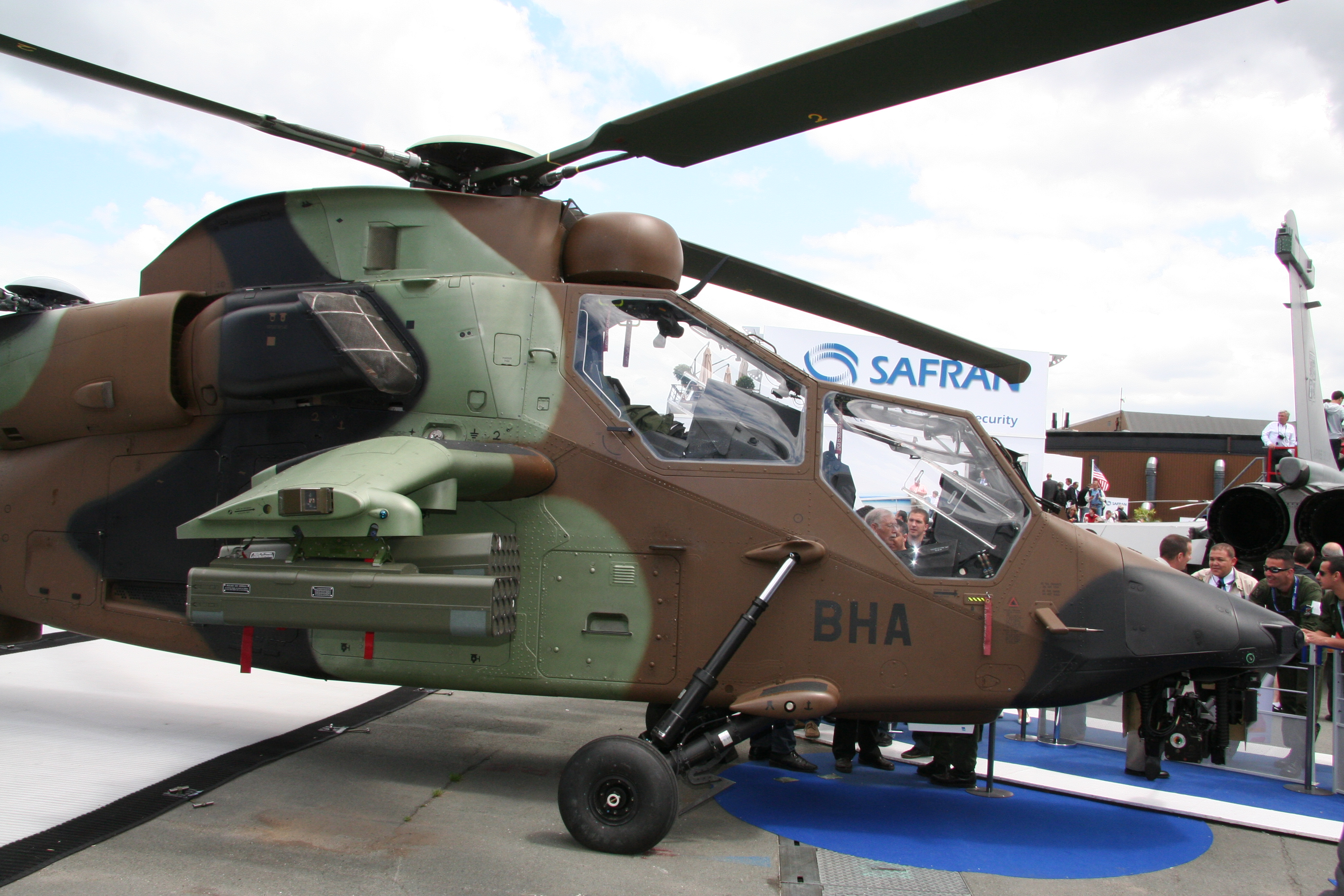
Pariser Luftfahrtschau 2009

Wie bei jedem Kampfhubschrauber wurde auch beim Tiger großer Wert auf eine hohe Überlebensfähigkeit gelegt. Die klimatisierte Kabine ist mit einem ABC-Filtersystem versehen, sodass der Hubschrauber auch in atomar, biologisch oder chemisch kontaminiertem Gebiet voll einsetzbar ist. Der Haupt- wie auch der Heckrotor sind gegen Beschuss aus schweren Maschinengewehren und Vogelschlag resistent. Die Treibstofftanks sind selbstabdichtend und mit einem System zur Explosionsunterdrückung ausgestattet. Gegen Blitzschlag und elektromagnetische Impulse (EMP) ist eine vollständige Abschirmung durch ein in die Luftfahrzeugzelle eingearbeitetes Kupfer/Bronzegitter vorhanden. Die Luftfahrzeugzelle und die Sitze sind dafür ausgelegt, bei einem Absturz die Aufschlagenergie in gewissen Grenzen zu absorbieren.

#### Tarnung
Obwohl der Tiger kein Tarnkappenhubschrauber ist und keine radarabsorbierenden Materialien verwendet werden, wurden mehrere Maßnahmen zur Reduzierung der frontalen Radarsignatur unternommen. So beträgt die Frontsilhouette lediglich ≈6 m². Die hohe Positionierung des Visiers erlaubt es, den Hubschrauber in Deckung zu halten und dabei das Gefechtsfeld zu überblicken. Die Faserverbundstruktur der Zelle sorgt für ein geringes Radarecho. Auf Krümmungen des Rumpfes, besonders konkave, wurde so weit wie möglich verzichtet. Von vorne eintreffende Radarstrahlung wird durch die Form der Luftfahrzeugzelle nach oben reflektiert. Die Rotorblätter bestehen aus radardurchlässigem glasfaserverstärktem Kunststoff.
Die Panzerabwehrlenkwaffen vom Typ Trigat-LR und ungelenkten Raketen werden in eckigen Startbehältern transportiert. Der Abgasstrahl der Triebwerke wird gekühlt; hierzu befindet sich hinter der vergitterten Ansaugöffnung eines Triebwerks eine zweite Öffnung für die Kühlluft. Die gekühlten Abgase werden hinten ausgestoßen, wobei die verlängerte Unterseite die Einsicht von unten und vorne erschwert und im Abwind eine schnellere Vermischung mit der Umgebungsluft stattfindet.

### Selbstschutz
Der Tiger ist mit den nachfolgend beschriebenen Selbstschutzsystemen ausgestattet. Sie bestehen aus einer passiven Radar- und Laser-Warnanlage (RWR und LWR) und einer Flugkörper-Warnanlage (MLD). Als Gegenmaßnahme werden Täuschkörper eingesetzt.

#### Raketenwarnsystem MILDS AN/AAR-60
Das AN/AAR-60 MILDS (Missile Launch Detection System) ist ein Raketenwarnsystem. Es benutzt vier bis sechs hochauflösende ungekühlte Ultraviolettstrahlungs-Sensoren, um anfliegende Raketen anhand deren Abgasstrahls zu lokalisieren. Dadurch können auch passiv gelenkte Waffen wie FIM-92 Stinger und 9K38 Igla geortet werden. Ein Sensor wiegt ungefähr 2 kg. Das AN/AAR-60 bietet eine Abdeckung von 360° in der Horizontalen und 95° in der Vertikalen und kann bis zu acht Lenkflugkörper gleichzeitig verfolgen. Das System ist mit den anderen Abwehrmaßnahmen gekoppelt, die Datenverarbeitung erfolgt durch das MILDS selbst.

#### Threat Warning Equipment
Das Threat Warning Equipment (TWE) wurde von Thales entwickelt und besteht aus einem breitbandigen Radarempfänger und einem Laserwarner von EADS sowie einem Hauptprozessor zur Datenverarbeitung. Die Sensoren übermitteln der Besatzung Daten von feindlichen Radargeräten und lasergelenkten Waffen, die auf den Hubschrauber gerichtet sind. Das Radarwarngerät kann mehrere Sendequellen erfassen, klassifizieren und deren Richtung ermitteln. Das System steuert alle Selbstverteidigungsmaßnahmen des Kampfhubschraubers, wie das MILDS und Saphir-M, Gegenmaßnahmen werden entweder auf Eingabe der Besatzung oder vollautomatisch eingeleitet.

#### Täuschkörpersystem
Das Saphir-M ist die Weiterentwicklung des Saphir-Täuschkörpersystems. Es wird auch im Transporthubschrauber NH90 verwendet. Es kann Täuschkörper gegen infrarot- und radargelenkte Waffen ausstoßen. Die Hitzefackeln sind gegen schultergestützte Waffensysteme optimiert. Das Saphir-M ist mit dem TWE verbunden, von wo aus es automatisch oder manuell ausgelöst werden kann. Es hat zehn Magazine mit Gegenmaßnahmen; pro Magazin können 18 bis 72 Täuschkörper geladen werden. Es sind je nach Bedrohung verschiedene Ausstoßmodi wählbar, die durch den Hauptprozessor des Threat Warning Equipment bestimmt werden.
- 10 × Saphir-M-Täuschkörperwerfer mit 32 Täuschkörpern (25 mm Breite), optional können auch 72 Täuschkörper (19 mm Breite) verwendet werden

### Avionik
Die Avionik umfasst unter anderem einen Autopilot und das EuroGrid Battlefield Management System von EADS. Alle wichtigen Systeme sind entweder doppelt oder dreifach vorhanden und mit einem MIL-STD-1553-Datenbus vernetzt. Der Tiger ist nicht nur nachtflugfähig, sondern auch nachtkampffähig. Zur Bestimmung der eigenen Position sind ein GPS-Empfänger, zwei Laserkreisel von Thales, zwei Magnetometer, zwei Air Data Computer, ein CMA-2012-Doppler-Radar und diverse Pitotsonden vorhanden. Die Position der eigenen Hubschrauber sowie entdeckter Gegner wird auf einer topografischen Karte dargestellt; es ist möglich, die Position entdeckter Ziele an einen anderen Tiger weiterzugeben. Eine Anbindung an das Multifunctional Information Distribution System wie beim Eurofighter wurde nicht durchgeführt – ein Punkt, der vom Bundesrechnungshof heftig kritisiert wurde, da er die Fähigkeit zur netzwerkzentrierten Kriegführung erheblich einschränkt.

#### Allgemein

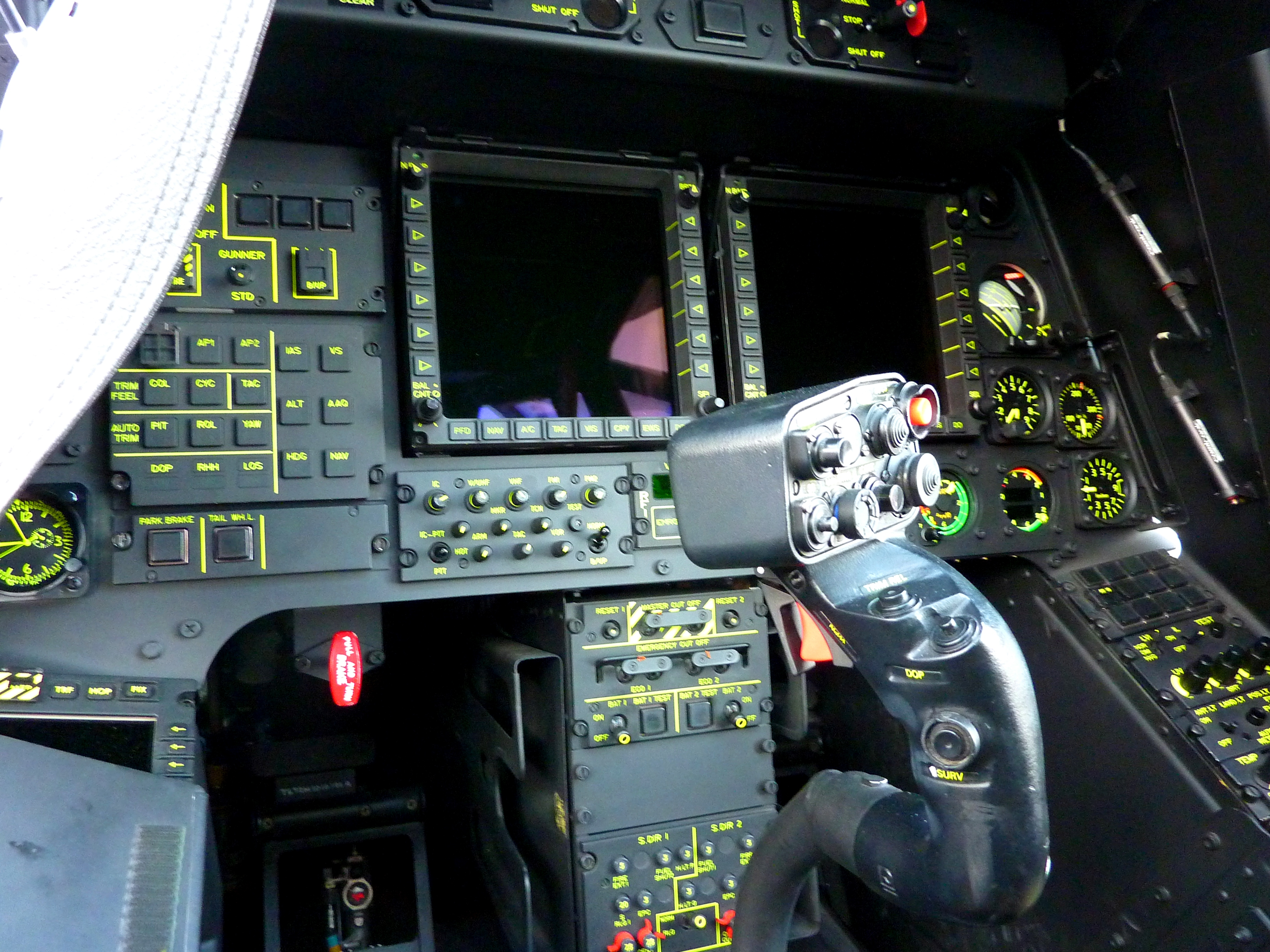
Instrumente des Piloten

Der Tiger ist mit Glascockpits ausgestattet. Die Instrumente des Piloten sind in acht Hauptgruppen unterteilt. Über die zwei Multi-Funktions-Displays werden dem Piloten die Flugdaten, Triebwerksleistungen, Geschwindigkeit, Kurs, der künstliche Horizont und Navigationsinformationen mitgeteilt. Bei Ausfall eines MFDs ist das zweite in der Lage, alle anderen Daten auch anzuzeigen. Rechts neben den MFDs befindet sich eine Notinstrumentierung, auf die der Pilot zurückgreifen kann, falls beide MFDs ausfallen sollten. Über den MFDs befindet sich eine Alarmtafel, die Beschädigungen oder Fehlfunktionen anzeigt. Rechts und links ist die Kommunikationsinstrumentierung und die Waffenbedientafel installiert.
Die Aufgaben des Piloten sind:
- Flugführung des Hubschraubers
- kooperative Flugführung für vorbereitenden Waffeneinsatz durch den Waffensystemoffizier
- Einsatz der Bewaffnung
- Flugverkehrs-Sprechfunk

Der Waffensystemoffizier (WSO) hat ein zweigeteiltes Aufgabenspektrum. Ihm unterliegen zum einen:
- Missionsmanagement
- taktischer Funkverkehr
- taktische Führung bzw. Einsatzführung des Hubschraubers
- zeitlich nicht dringlicher Waffeneinsatz
- Waffensystemmanagement
- Schutz- und Gegenmaßnahmen
- Einsatzvorbereitung für die Waffensysteme

Zum anderen unterliegen ihm, während er selbst den Hubschrauber steuert:
- Einsatz der Bewaffnung
- luftkampfspezifische Aufgaben

Das Cockpit des WSO ist nur geringfügig anders gestaltet als das des Piloten. Die MFDs sind hier untereinander angeordnet und die Alarmtafel ist rechts neben den beiden Bildschirmen montiert. Links daneben befindet sich die Waffenauswahl- und -bedientafel. Zusätzlich befinden sich im Cockpit des WSO noch ein Head-In-Display und ein Funkgerät.

#### Strix

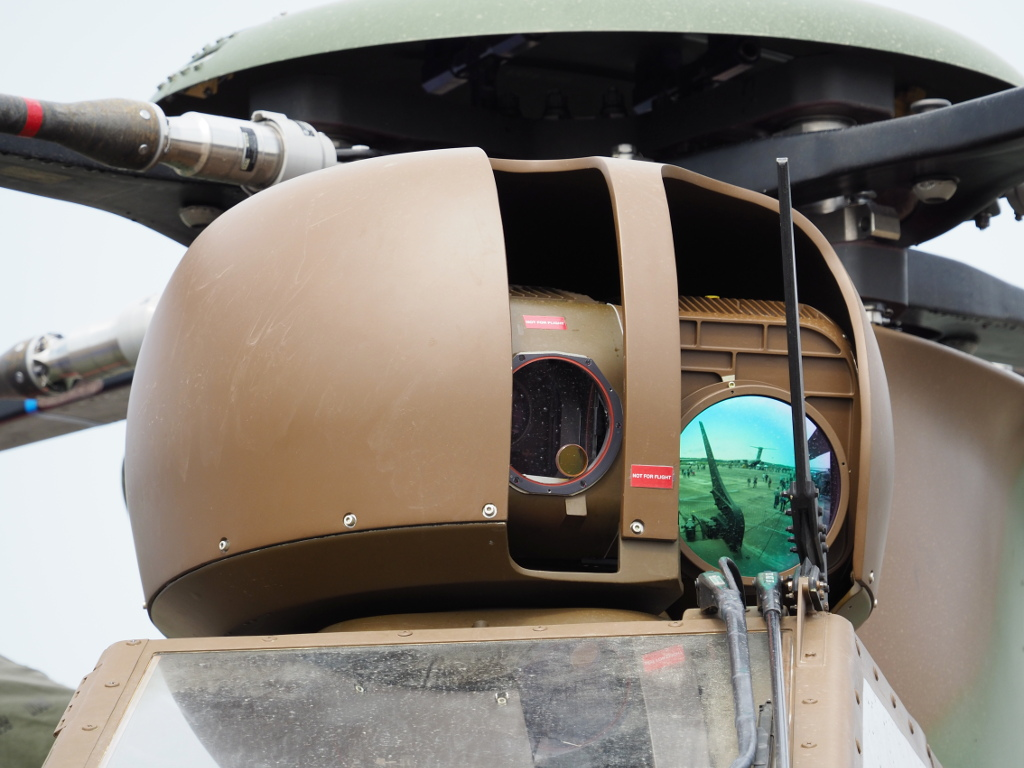
Sagem Strix unter dem Hauptrotor

Das Strix ist das Dachvisier der Versionen HAP, HAD und ARH des Tigers von Sagem. Es enthält Infrarot- und CCD-Videokameras sowie eine direkte Optik und ein Ortungsgerät für HOT3-Lenkwaffen. Ferner sind ein Laserentfernungsmesser und Laserzielbeleuchter vorhanden, um eigene oder fremde lasergelenkte Waffen ins Ziel zu lenken (Buddy Lasing). Mit Hilfe eines Laser spot trackers können Laserzielmarkierungen verbündeter Einheiten entdeckt und automatisch verfolgt werden. Der Schütze zielt mit Hilfe einer vom Kabinendach herunterhängenden Visiereinrichtung. Nachdem ein Ziel aufgeschaltet wurde, verfolgt das Strix es automatisch.

#### Osiris

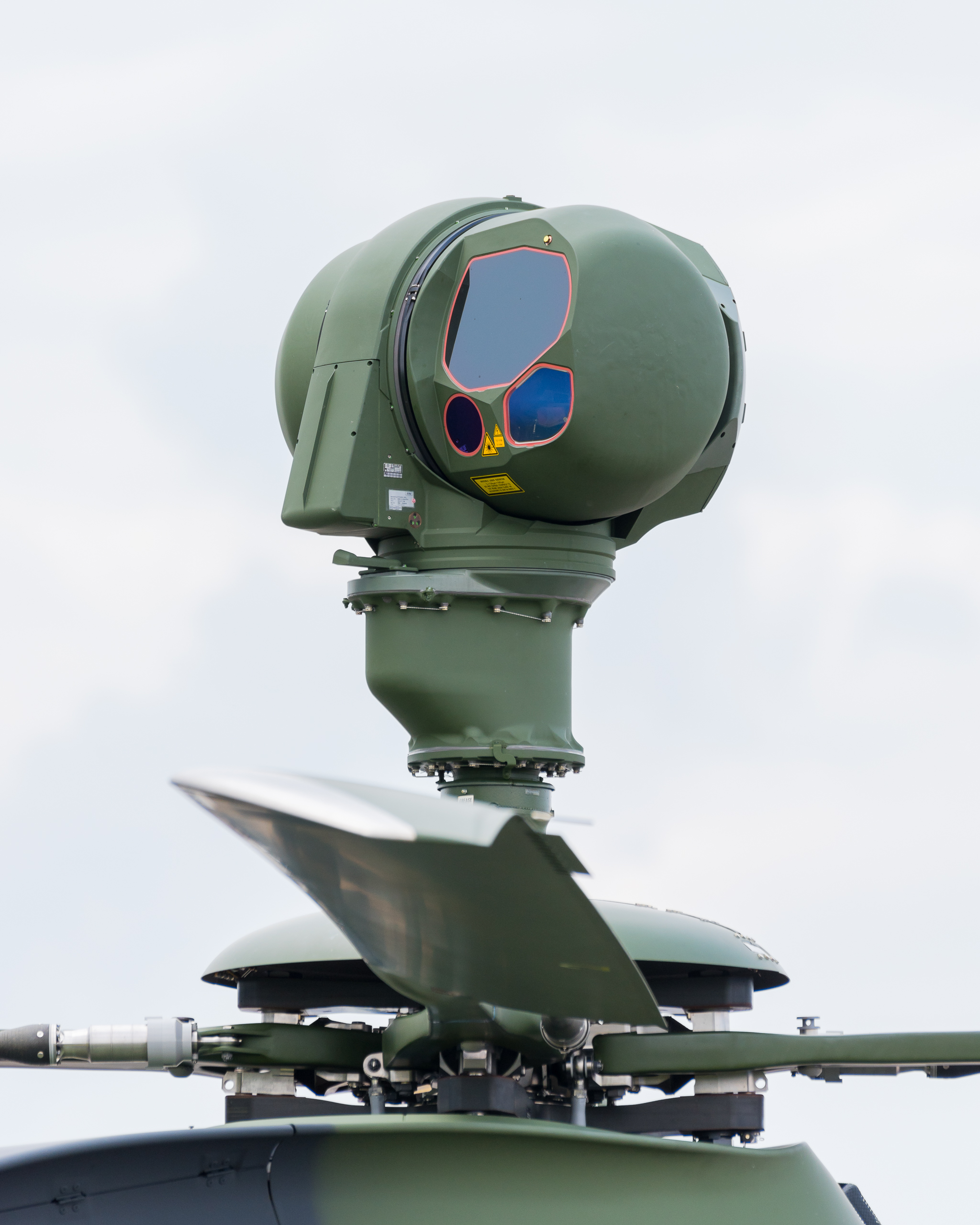
Mast über dem Rotorkopf mit Osiris-Sensorsystem

Das Osiris ist das Mastvisier des Tigers von Sagem. Durch die Mastmontierung kann der Hubschrauber vollständig in Deckung bleiben, während er Ziele sucht oder beobachtet, der erhöhte Luftwiderstand reduziert die Höchstgeschwindigkeit allerdings um 25 km/h. Das Osiris besteht aus Infrarot- und CCD-Videokameras sowie einem Laserentfernungsmesser, ferner ist ein Ortungsgerät für die HOT3-Panzerabwehrraketen vorhanden. Der Schütze zielt mit Hilfe einer vom Kabinendach herunterhängenden Visiereinrichtung. Nachdem ein Ziel aufgeschaltet wurde, wird es vom Osiris automatisch verfolgt. Mit dem Sensor ist es möglich, innerhalb von acht Sekunden vier Trigat-Flugkörper auf verschiedene Ziele abzufeuern, ohne dabei aktiv Emissionen auszusenden. Ebenso können damit Ziele zu Aufklärungszwecken fotografiert werden.

#### Pilot Sight Unit
Der Tiger hat am Kinn statt einer Turmmaschinenkanone ein schwenk- und nickbares Forward Looking Infrared (FLIR) mit einem Sichtfeld von 40 × 30°. Das System kann mit der Helmbewegung des Piloten gekoppelt werden, dabei wird das Wärmebild auf das Head-Mounted Display des Piloten projiziert. Dadurch kann er den Hubschrauber auch unter widrigen Sichtverhältnissen fliegen. Das gleiche System kommt auch im NH90-Transporthubschrauber zum Einsatz.

#### Helmsysteme
Französische, australische und spanische Tiger-Besatzungen verwenden das TopOwl Head-Mounted Display von Thales Avionics. Statt wie bei herkömmlichen Systemen sind links und rechts am Helm zwei restlichtverstärkende Kameras eingebaut, deren Bilder auf das Visier projiziert werden können, um konventionelle Nachtsichtgeräte zu ersetzen. Die natürlichere Gewichtsverteilung gegenüber konventionellen Nachtsichtgeräten reduziert die Belastung für die Nackenmuskulatur und ermöglicht ein weniger eingeschränktes Sichtfeld. Flugdaten und Informationen werden ebenfalls auf das Helmdisplay projiziert, so dass diese auch bei einem Blick aus den Seitenfenstern zur Verfügung stehen. Der Helm ist mit Sensoren ausgestattet, welche die Kopfbewegungen des Piloten erkennen, um das Dach- oder Mastvisier beziehungsweise die Turmmaschinenkanone entsprechend zu steuern. Die Helmfunktionen werden über HOCAS (Hand On Collective And Stick) gesteuert. Deutsche Tiger-Besatzungen verwenden hingegen den Knighthelm von BAE Systems mit ähnlichen Eigenschaften.

#### Kommunikation
Die operationelle Flugfunkkommunikation (Mobiler Flugfunkdienst (OR)) – Air/Ground/Air – erfolgt im VHF-Flugfunkband (OR) und im NATO-weit harmonisierten UHF-Frequenzband 225–400 MHz. Das Datenkommunikationssystem ist Link 16 fähig. Der Tiger kann auch über militärische Kommunikationssatelliten Daten senden und empfangen.

### Bewaffnung

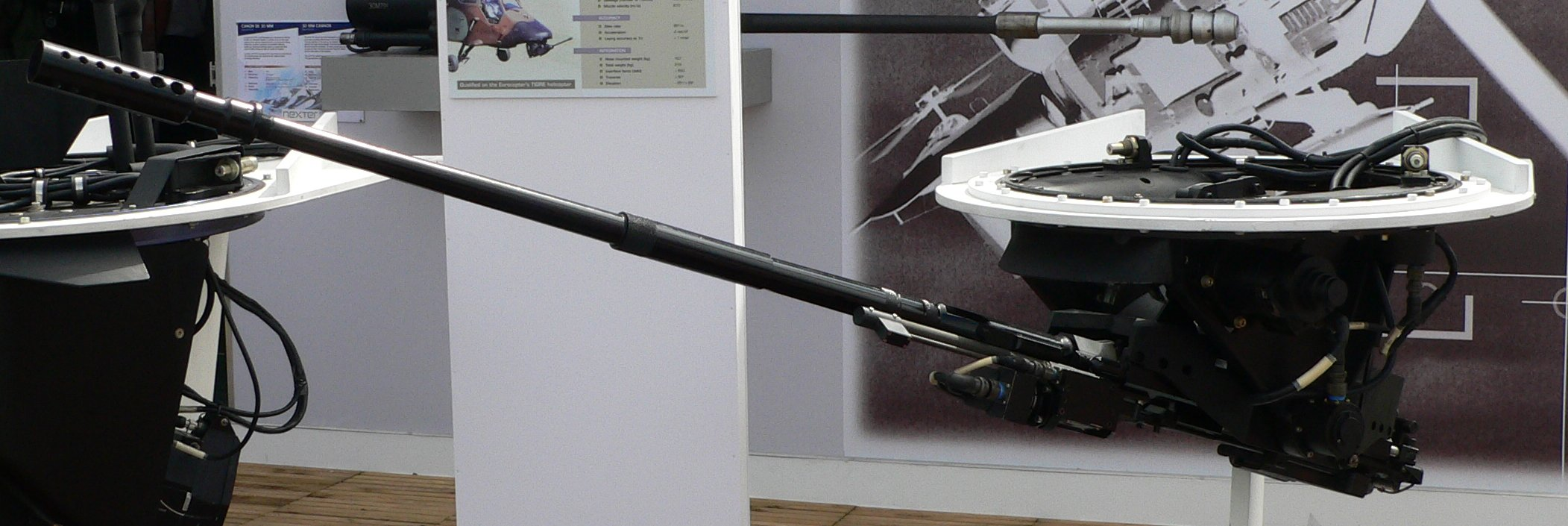
30-mm-Maschinenkanone des Tigers

- 30-mm-Maschinenkanone GIAT AM-30781

Die Maschinenkanone wird bei den Versionen HAP, HAD und ARH im Kinnturm verwendet. Der Munitionsvorrat beträgt 150 bis 450 Schuss. Die Waffe wird von Eurocopter wegen ihrer Präzision gelobt, so sollen bei Schusstests auf 1000 Meter alle Geschosse eines 5-Schuss-Feuerstoßes in einem 2 × 2 Meter großen Ziel eingeschlagen sein. Laut Hersteller wird diese Präzision von keinem anderen Kampfhubschrauber erreicht.
- 4 Waffenpylone

Unter den Stummelflügeln mitführbar und notfalls abwerfbar sind:
| Bewaffnungsoptionen 1       | außen links | innen links | innen rechts | außen rechts | Nutzerland                                   |
| --------------------------- | ----------- | ----------- | ------------ | ------------ | -------------------------------------------- |
| 12,7-mm-MG FN HMP 400 POD 2 | 0           | 1           | 1            | 0            | Deutschland                                  |
| 20-mm-MK-Pod                | 0           | 1           | 1            | 0            | Frankreich                                   |
| FIM-92 Stinger              | 2           | 0           | 0            | 2            | Deutschland; Australien                      |
| Mistral                     | 2           | 0           | 0            | 2            | Frankreich; Spanien                          |
| 70-mm-Raketen FZ            | 7           | 7/19        | 7/19         | 7            | Spanien; Australien; Deutschland             |
| 68-mm-Raketen SNEB          | 12          | 12/22       | 12/22        | 12           | Frankreich                                   |
| PARS 3-LR                   | 0           | 4           | 4            | 0            | Deutschland                                  |
| HOT 3                       | 0           | 4           | 4            | 0            | Deutschland                                  |
| Hellfire II                 | 0           | 4           | 4            | 0            | Australien; Frankreich                       |
| Spike-ER                    | 0           | 4           | 4            | 0            | Spanien                                      |
| 350-l-Tank                  | 0           | 1           | 1            | 0            | Frankreich; Spanien; Australien; Deutschland |

Bis Ende 2012/Anfang 2013 konnten die deutschen Hubschrauber an den jeweils äußeren Waffenstationen nur mit Stinger bewaffnet werden. Im Rahmen des Kampfwertsteigerungsprogramms THOR wurde eine bisher nicht bekannte Zahl deutscher UH TIGER an beiden Stummelflügeln mit insgesamt vier wechselfähigen Waffenstationen nachgerüstet, die unter anderem das Mitführen von 70-mm-Raketen an den äußeren Waffenstationen ermöglichen.
Die 70-mm-Raketen stehen den deutschen Hubschraubern im Rahmen des Tiger-Kontingents in Afghanistan mit folgenden Gefechtsköpfen zur Verfügung: Spreng, Splitter, Bomblet und Multidart.

## Versionen

### Tiger HAP (Frankreich)
Der Tiger HAP/HCP (Hélicoptère d’Appui et Protection, fr. für „Unterstützungs- und Begleithubschrauber“ / Hélicoptère de Combat Polyvalent, fr. für „Mehrzweckkampfhubschrauber“) ist ein mittelschwerer Luft-Luft- und Feuerunterstützungshubschrauber, der für die französische Armee produziert wird. Diese Version wird im Laufe der Produktion durch die HAD-Version ersetzt.
Am 29. Dezember 2008 erhielten nach vier Jahren die Versionen HAP Standard 1 (Frankreich) und UHT Step 2 / Step 3 (Deutschland) des Kampfhubschraubers Tiger ihre endgültige Qualifikation. Dazu gehörten insbesondere die Eignung für den schiffsgestützten Einsatz und die Integration eines Datenlink-Systems für den Tiger HAP. Frankreich hat 40 Tiger HAP bestellt, die mit einem 30-mm-Bordgeschütz von GIAT im schwenkbaren Kinnturm, 68-mm-Raketen sowie einem am Cockpitdach montierten STRIX-Visier ausgerüstet sind. An den seitlichen Pylonen trägt der Tiger HAP Behälter für ungelenkte Raketen und Mistral-Luft-Luft-Raketen. 18 dieser Maschinen sind ausgeliefert, drei davon bereits in der Version HAP Standard 1.
Die ersten sechs Hubschrauber für Spanien wurden in der HAP-Version geliefert, eine spätere Aufrüstung auf HAD-Standard ist mittlerweile nicht mehr vorgesehen.
Frankreich hat Airbus Helicopters inzwischen damit beauftragt 36 seiner Tiger HAP auf die Version HAD umzurüsten. Die erste umgerüstete Maschine wurde im Dezember 2017 ausgeliefert. Die Maßnahme umfasste den Austausch bzw. Einbau zahlreicher kleinerer Bauteile und zusätzlicher Kabel, vor allem aber die Umrüstung auf leistungsstärkere Triebwerke und den Einbau eines Laserleitsystems zur Integration der Hellfire II Luft-Boden-Raketen. Ein weiteres Ziel der Umrüstung ist die Homogenisierung der gesamten französischen Tiger-Flotte.

### Tiger ARH (Australien)

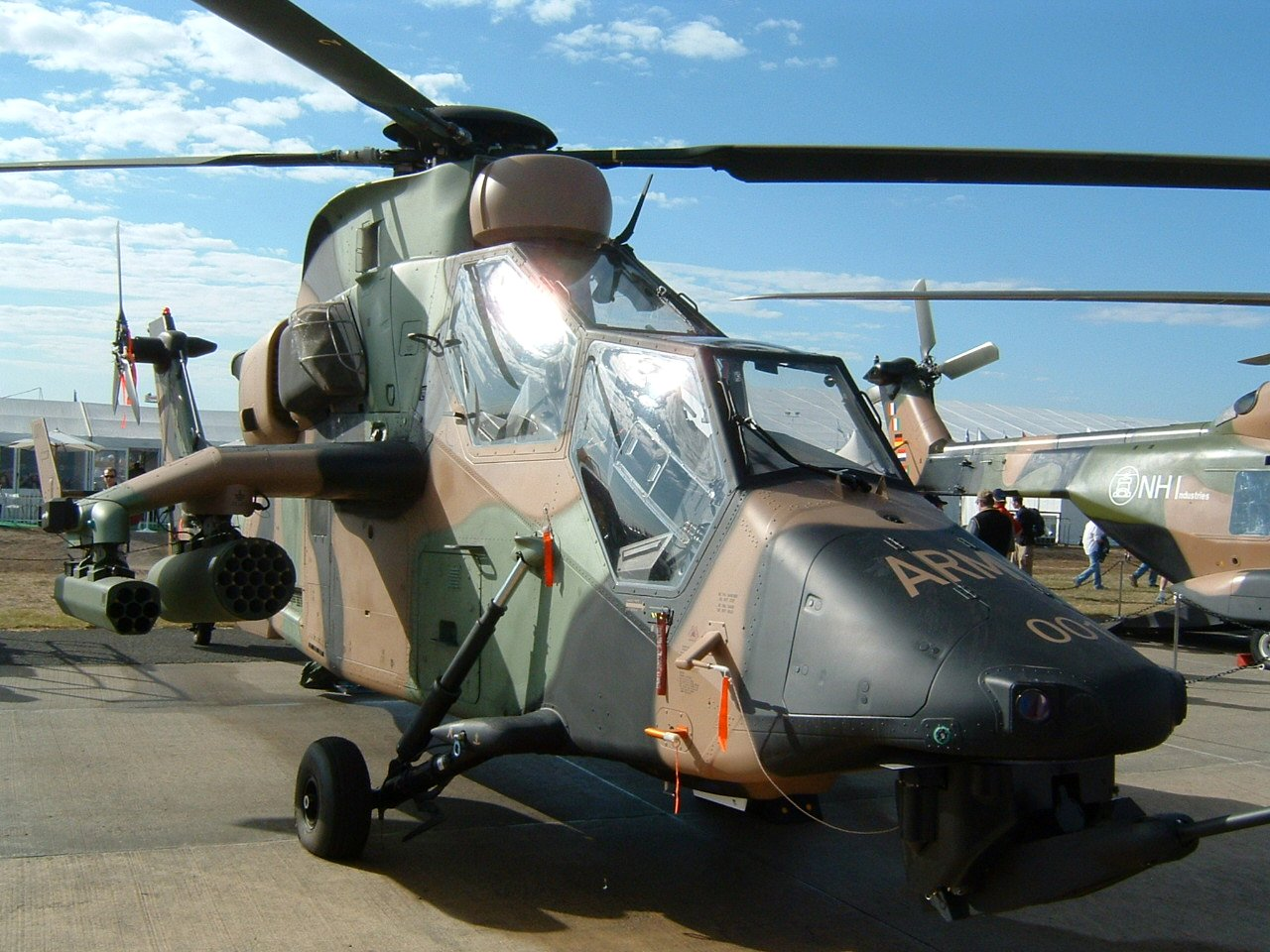
Tiger ARH des australischen Heeres

Der Tiger ARH (Armed Reconnaissance Helicopter, englisch für „bewaffneter Aufklärungshubschrauber“) ist die Version für die australische Armee. Mit Hilfe des im Strix enthaltenen Laserzielbeleuchters ist es ihm möglich, die Hellfire-II-Raketen ins Ziel zu lenken. Außerdem können 70-mm-Raketen und FIM-92 Stinger mitgeführt werden. Im April 2015 fanden Waffentests mit dem BAE Systems Advanced Precision Kill Weapon System (APKWS) statt, mit dem eigentlich ungelenkte Raketen gelenkt werden können.

### Tiger HAD (Frankreich/Spanien)
Der Tiger HAD (französisch Hélicoptère d’Appui et Destruction bzw. spanisch Helicoptero de Apoyo y Destrucción, etwa „Unterstützungs- und Jagdhubschrauber“) ist im Wesentlichen identisch mit der HAP-Version, hat jedoch im Gegensatz zum HAP die MTR-390-E-Triebwerke mit um 14 % gesteigerter Startleistung und einen verbesserten ballistischen Schutz. Aufgrund der Entwicklung der HAD-Version entschied sich Frankreich dafür, auf die geplante HAC-Version zu verzichten und stattdessen die HAD-Version zu beschaffen. Diese hatte am 14. Dezember 2007 in Marignane ihren Jungfernflug. Die HAD, die an Spanien ausgeliefert werden, sollen mit der israelischen Spike-ER als Primärbewaffnung ausgerüstet werden. Am 16. September 2010 ging der erste spanische Tiger HAD in Albacete in die Flugerprobung, der erste französische HAD hatte am 17. Dezember 2010 seinen Erstflug. Die Lieferung der ersten zwei von 18 in Auftrag gegebenen Serienexemplare des Tiger HAD ist für 2013 geplant.

### UH Tiger (Deutschland)

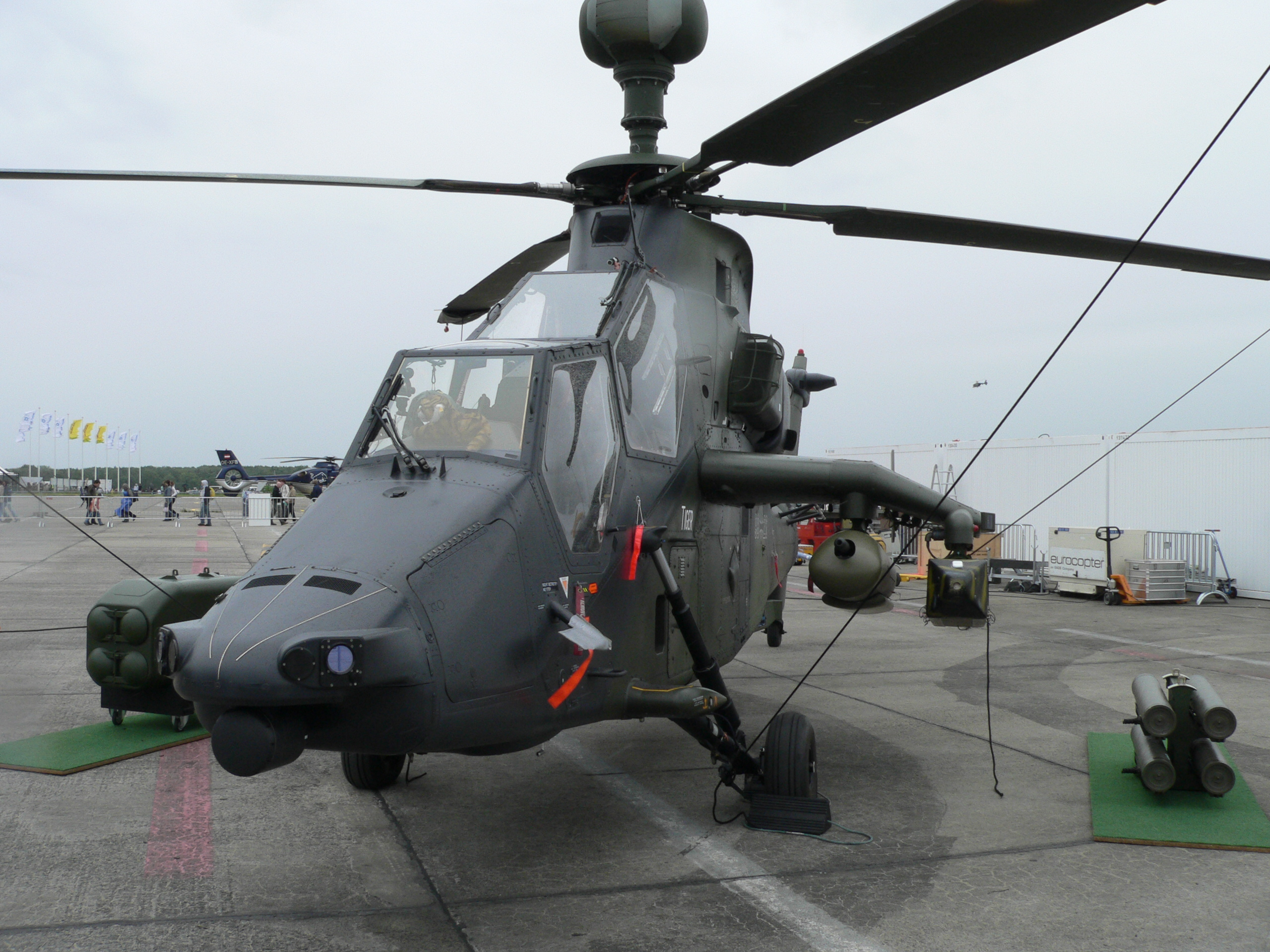
UH Tiger auf der ILA 2006

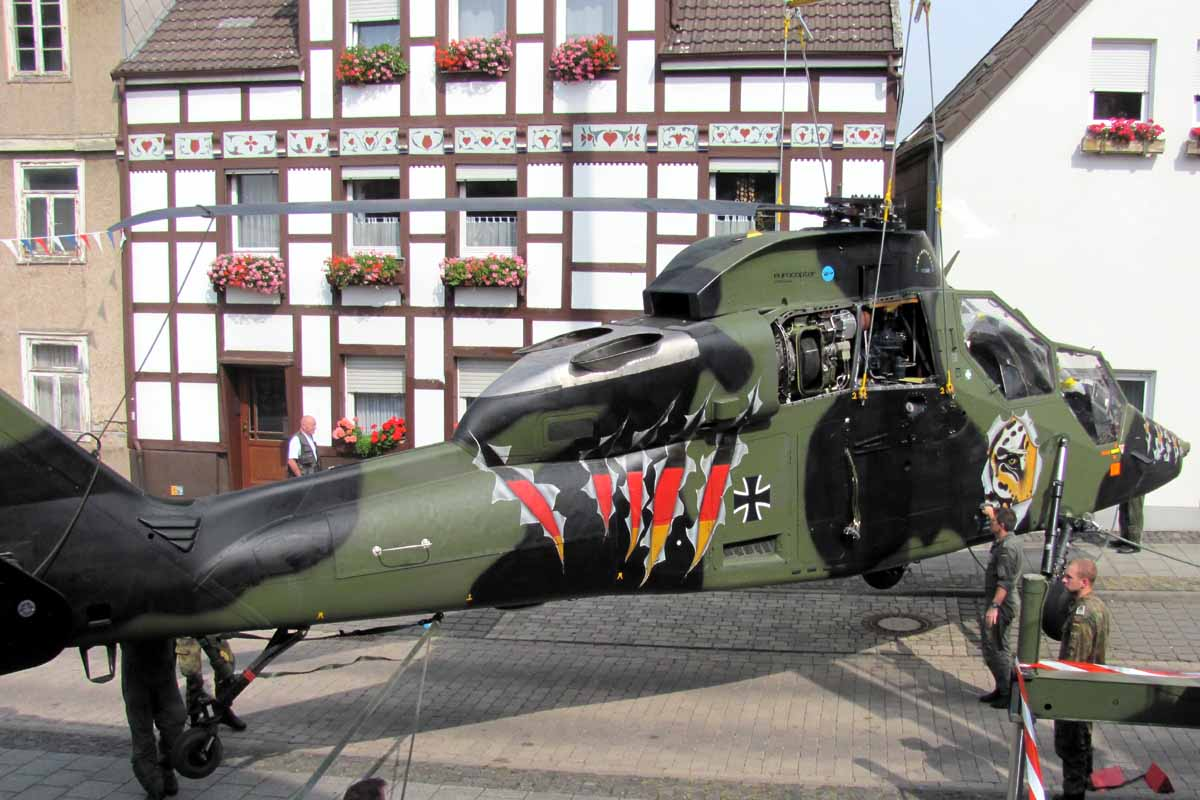
Prototyp 3 des EC665 Tiger wird in die Ausstellungshalle des Hubschraubermuseums Bückeburg gebracht

Der Unterstützungshubschrauber Tiger (UHT) ist die Version für das deutsche Heer. Er wurde für die vier Hauptaufgaben Panzerabwehr, Einsatz gegen feindliche Hubschrauber, Aufklärung und zur Unterstützung eigener Kräfte entwickelt. Er kann HOT-3-Panzerabwehrraketen und den in trilateralen Anstrengungen entwickelten Lenkflugkörper PARS 3 LR sowie ungelenkte 70-mm-Raketen abfeuern. Für den Luftkampf werden Raketen vom Typ FIM-92 Stinger mitgeführt. Im Unterschied zu den von anderen Staaten beschafften Versionen verfügt er über keine schwenkbare Maschinenkanone am Kinnturm; stattdessen können Geschützbehälter mit 12,7-mm-MG an den Stummelflügeln montiert werden. Auffällig am UHT ist das über dem Hauptrotor angebrachte Mastvisier OSIRIS, das die Beobachtung oder Aufklärung aus der Deckung heraus ermöglicht und so die Entdeckung des Hubschraubers erschwert (entsprechende Deckung, z. B. Bäume vorausgesetzt). Er verfügt außerdem über ein FLIR-Sichtsystem an der Rumpfspitze.
Die erste Qualifizierung nach Standard „PBL001“ war 2004 erteilt worden und ermöglichte lediglich Trainingsmissionen in der deutsch-französischen Pilotenschule am Flugplatz Le Luc-Le Cannet in Südfrankreich. Am 29. Dezember 2008, erhielten die Versionen HAP Standard 1 (Frankreich) und UHT Step 2 / Step 3 (Deutschland) des Kampfhubschraubers Tiger ihre endgültige Qualifikation. Dabei entspricht schon PBL002 weitestgehend dem Serienstand des UHT. Die Erteilung der endgültigen Qualifikation ebnete laut Eurocopter den Weg für die Indienststellung der Hubschrauber sowie deren Einsatz bei Missionen im Ausland.
Für die UHT STEP 1 waren ab 2009 keine Ersatzteile mehr verfügbar, da diese Vorserienversion des Hubschraubers länger als geplant genutzt wurde. Aus diesem Grund mussten die Maschinen in PBL001-Konfiguration auf die Version UHT PBL002 hochgerüstet werden, für welche die Ersatzteilversorgung gewährleistet ist. Nachdem diese Probleme mittlerweile vollständig behoben wurden, findet der Zulauf der zugelassenen Serienmaschinen statt. Mit der endgültigen Qualifikation sind alle offenen Punkte geklärt worden und zusätzliche Funktionen geprüft. Dazu gehören auch neue verschlüsselte Funk- und Datenlink-Systeme für den Tiger, so der Hersteller.
Das Verteidigungsministerium plante (Stand 2011), die letzten 16 der insgesamt 80 bestellten Tiger mit dem leistungsgesteigerten MTR-390-E-Triebwerk, das 14 % mehr Leistung bietet, ausrüsten zu lassen. Diese Triebwerksvariante ist für Einsätze in Umgebungen unter „Hoch-und-Heiß“-Bedingungen vorgesehen, wie beispielsweise in Afghanistan. Das Bundesamt für Wehrtechnik und Beschaffung wies jedoch darauf hin, dass aus technischer Sicht der Einsatz des UHT in Afghanistan prinzipiell auch mit der bis dato vorhandenen Triebwerkskonfiguration möglich war.
Im Rahmen des „German Deal“ wurde die Anzahl der bestellten Tiger auf 68 Stück reduziert. In dieser Zahl ist auch der Verzicht auf den Rückkauf von 11 Hubschraubern durch die Industrie enthalten. Der Vertrag beinhaltet darüber hinaus den Erwerb von Ersatzteilen, wie er in einem Bericht der Wirtschaftsprüfungsgesellschaft KPMG gefordert wurde. Der Abschluss der Vertragsänderung mit der NAHEMA (NATO Helicopter Management Agency) erfolgte am 10. Juni 2015.

#### Einsatzfähigkeit

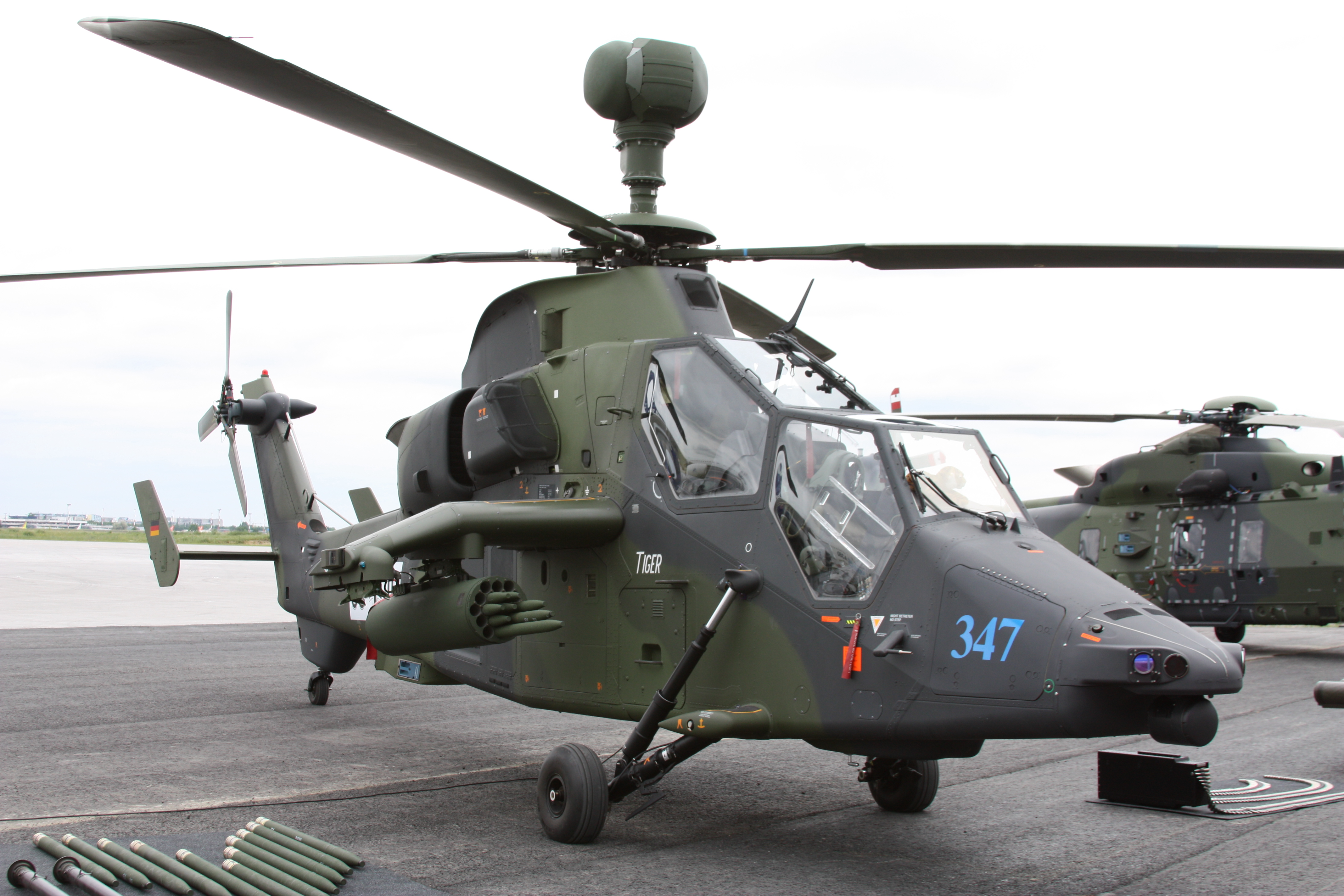
UH Tiger auf der ILA 2010

Der deutsche Kampfhubschrauber Tiger, von dem die Bundeswehr 1999 insgesamt 80 Stück bestellt hatte, war anfangs laut einem Antwortschreiben des parlamentarischen Staatssekretärs im Verteidigungsministerium, Christian Schmidt, an den verteidigungspolitischen Sprecher der SPD-Bundestagsfraktion, Rainer Arnold, nicht einsatzfähig.
Zur Begründung hieß es in dem Papier: „Die Verzögerungen im Programm Tiger beruhen überwiegend auf technischen Problemen. So bestehen zum Beispiel […] erhebliche Mängel im Bereich der Verkabelung“.
Dieses Problem, namentlich das Auftreten von Scheuerstellen an der Kabelummantelung sowie teilweise an den Kabeln selbst, wurde zwischenzeitlich vom Hersteller behoben. Dazu empfing die Bundeswehr im Juli 2010 zwei Tiger mit robusteren Kabelsätzen, mit denen im Rahmen der Flugerprobung der Lösungsansatz des Herstellers überprüft wurde. Bei den französischen Tigern wurde das gleiche Problem gelöst, indem die betroffenen Kabel neu verlegt wurden. Die Bundeswehr hatte angekündigt, zur Beschleunigung der Endabnahme der werksneuen Maschinen zusätzliches Prüfpersonal zur Verfügung zu stellen. SPD-Wehrexperte Hans-Peter Bartels sagte dem Bericht zufolge dazu: „Das ist ein Armutszeugnis für die Industrie und die Beschaffungsbürokratie der Bundeswehr. Der Hubschrauber wird nicht mehr in Afghanistan zum Einsatz kommen“.
Bartels warf zudem der Bundeswehr vor, eine ungeeignete Bewaffnung bestellt zu haben: „Der Tiger ist für die Panzerabwehr optimiert, am zweitbesten kann er Bunker brechen. Über eine Bordkanone wie die französische Tiger-Version verfügt das deutsche Modell nicht“. Das Verteidigungsministerium lehnte eine im Jahr 2010 von Eurocopter angebotene Umrüstung des UHT auf den französischen Bewaffnungsstand mit der Begründung ab, man wolle keinen rein auf den Afghanistaneinsatz zugeschnittenen Hubschrauber, sondern behalte auch zukünftige Bedrohungsszenarien im Blick.
Ein im August 2011 eingereichtes Informationsbegehren nach dem Informationsfreiheitsgesetz über die Bewaffnung des UHT wurde seitens des BMVg wie folgt beantwortet: „Um im Gesamtspektrum der möglichen Einsatzszenarien eingesetzt werden zu können und im schnellen Wechsel gegen ein breites Zielspektrum wirken zu können, wurde die Bewaffnung des UH Tiger so ausgelegt, dass sie mehrrollenfähig und mit den Mitteln der Truppe leicht umrüstbar ist. Die Bekämpfung ist aus dem Schwebeflug oder aus der Bewegung möglich. Damit verfügt der UH Tiger insgesamt über eine Bewaffnung, die ihn – auch im Vergleich mit Hubschraubern anderer Nationen – befähigt, in allen vorgesehenen Aufgaben eingesetzt werden zu können.“
Aus einsatztaktischer Sicht ist das Fehlen der 30-mm-Bordkanone nachteilig, kann jedoch teilweise durch den 12,7-mm-MG-Pod vom Typ FN HMP 400 kompensiert werden. Das Kaliber ist ausreichend, um Luftnahunterstützung gegen un- und leichtgepanzerte Ziele zu leisten. Abgesehen vom kleineren Kaliber der Waffe ergibt sich ein einsatztaktischer Nachteil des MG-Pods im Vergleich zur Bordkanone dadurch, dass das Maschinengewehr starr nach vorne gerichtet ist, während die Bordkanone schwenkbar ist. Dies wirkt sich in erster Linie negativ auf den Selbstschutz des Hubschraubers aus, da zur Bekämpfung einer Bedrohungsquelle das Fluggerät in deren Richtung gedreht werden muss, während eine schwenkbare Bordkanone auch auf Ziele abseits der Flugrichtung gerichtet werden kann. Planungen für eine Nachrüstung der RMK 30 bestehen von konzeptioneller Seite aus nicht, da ein solches Vorhaben mit erheblichen technischen, zeitlichen und vor allem finanziellen Risiken verbunden wäre.
Nichtsdestoweniger wurde die Herstellung der Einsatzfähigkeit des UH Tiger bis Ende 2012 mit Hochdruck vorangetrieben. So veranstaltete die Bundeswehr Mitte 2011 unter anderem zwei „Live Fire“-Trainings. Erstens in Grafenwöhr und erstmals in der Geschichte im Rahmen einer gemeinsamen Übung mit Kampfhubschraubern der United States Army Mitte Mai 2011, zweitens vom 14. Juni bis 22. Juni 2011 in der Oberlausitz, wo Einzelübungen, Crew-Übungen sowie taktische Rottenübungen, auch im Zusammenspiel mit Forward Air Controllern (FAC) der Luftwaffe, geschossen wurden. Darüber hinaus wurde am 20. und 21. Mai 2011 im Rahmen eines von MBDA durchgeführten Schusstests die Präzision des UHT in Verbindung mit der PARS 3 LR bestätigt. Auf dem Versuchsgelände im schwedischen Vidsel wurden drei Raketen im scharfen Schuss abgefeuert, davon zwei im Schwebeflug (jeweils auf ein stationäres und ein sich bewegendes Ziel) und eine im Vorwärtsflug. Die Trefferquote lag bei 100 %.
Im Vorfeld des ersten Afghanistan-Einsatzes von vier Luftfahrzeugen ab Ende 2012/Anfang 2013 wurden im Juni 2012 im Rahmen der Übung Falcor 2012 zwei Tiger zur Holloman Air Force Base verlegt, wo sie unter Hot & High- sowie Wüstenbedingungen erprobt wurden. Es handelte sich dabei um Maschinen des Ausrüstungstandes ASGARD-F (Afghanistan Stabilization German Army Rapid Deployment-Full), die für den Afghanistaneinsatz optimiert wurden. Diese spezielle Konfiguration umfasst unter anderem den ballistischen Schutz gegen Beschuss vom Boden sowie Sandfilter für die Triebwerke. Insgesamt wurden zwölf Tiger umgerüstet, der letzte wurde am 6. März 2014 an das Kampfhubschrauberregiment 36 übergeben.
Der Staatssekretär Christian Schmidt gab bei einem Besuch des Kampfhubschrauberregiments 36 in Fritzlar bekannt, dass bei einer ISAF-Nachfolgemission nach 2014 keine Tiger mehr in Afghanistan stationiert werden sollen.
Ab Ende Januar 2017 verlegte die Bundeswehr vier Kampfhubschrauber Tiger nach Gao in Mali im Rahmen des Militäreinsatzes der multidimensionalen integrierten Stabilisierungsmission der Vereinten Nationen in Mali (MINUSMA).

#### Lieferstand
Anfang 2011 wurde die Verkehrszulassung des UH Tiger durch das Luftfahrt-Bundesamt erteilt.
Mitte Februar 2013 waren insgesamt 27 Maschinen ausgeliefert, von denen fünf UHT in STEP-1-Konfiguration im Rahmen der Pilotenausbildung beim DEU/FRA HFlgAusbZ Tiger in LeLuc eingesetzt werden. Zwei UHT in STEP-2-Konfiguration sind bei der WTD 61 zur weiteren Truppenerprobung, zwei Maschinen in dieser Konfiguration an der TSLw 3 in Faßberg zur Technikerschulung stationiert. Drei weitere STEP-2-Maschinen und 15 Tiger in Konfiguration STEP 2 KRYPTO (davon neun ASGARD-F-Hubschrauber) sind aktuell beim Kampfhubschrauberregiment 36 in Fritzlar stationiert. Damit verfügte das Einsatzregiment über insgesamt 18 Hubschrauber. Im Laufe des Jahres 2013 sollten acht weitere Hubschrauber zulaufen.
Bis Anfang Dezember 2015 hat sich die Anzahl der ausgelieferten Tiger auf 43 Stück erhöht. Allerdings waren von diesen nur 23 Exemplare im Verfügungsbestand der Truppe und lediglich sechs Tiger waren zu diesem Zeitpunkt voll einsatzbereit.
Mitte März 2016 waren insgesamt 48 Tiger ausgeliefert, von denen sich 12 Stück aufgrund der geplanten Stückzahlobergrenze von 40 Kampfhubschraubern in der Ausphasung befinden. Zur Vereinheitlichung der eingesetzten Hubschraubervarianten wird, neben den o. g. Ausphasungen älterer Tiger, auch die Umrüstung auf den einheitlichen Baustand ASGARD vorangetrieben. Es ist beabsichtigt, weitere 33 Hubschrauber in die ASGARD-Konfiguration umzurüsten. Der Klarstand an einsatzbereiten und bedingt einsatzbereiten Luftfahrzeugen konnte im März 2016 auf 15 Luftfahrzeuge erhöht werden (2015 durchschnittlich 6 Maschinen).
Am 25. Juli 2018 übergab Airbus Helicopters Deutschland in einer Feierstunde den letzten der insgesamt 68 UH Tiger an das BAAINBw. Zwischen der Lieferung des ersten Tigers im Jahr 2005 und der Abnahme des letzten Hubschraubers dieses Typs für die Bundeswehr lagen insgesamt somit 13 Jahre. Über 30 ältere Maschinen werden zukünftig jedoch noch erforderliche Anpassungen ihrer Hard- und Software innerhalb der Nutzungsphase erhalten. Dies wurde erforderlich, da sich in diesen Jahren die Anforderungen an das Fluggerät – nicht zuletzt auch durch die Teilnahme an Einsätzen in Afghanistan und Mali – immer wieder geändert hatten und somit diverse unterschiedliche Rüststände in Dienst genommen wurden (s. o.).

### Tiger Mk.II
Die „Mark II“ ist eine modernisierte und „bordtaugliche“ Version der französischen Version HAD. Diese entstehen durch den Umbau gelieferter Exemplare. Die Modernisierung umfasst erneuerte Avionik und Kommunikationssysteme sowie lasergelenkte Raketen. Die ersten modernisierten Tiger sollten im Zeitraum 2018/19 zur Verfügung stehen.

### Tiger Mk.II+
Anfang 2024 gab es erste Anhaltspunkte dafür, dass das bis dahin als MK.III bezeichnete Modernisierungsprogramm (siehe nächster Abschnitt) in reduziertem Umfang unter der Bezeichnung „Mark II+“ weiter verfolgt werden sollte.

### Tiger Mk.III
Die „Mark III“ ist eine seit 2015 in Entwicklung befindliche Studie für das anstehende MLU-Programm (Mid-Life-Upgrade) des Waffensystems. Mit der von der OCCAR in Auftrag gegebenen Entwicklung sollen neue Materialien sowie Verbesserungen getestet werden, wobei die Erfahrungen aus Afghanistan, Libyen und Mali zu berücksichtigen sind. Im Mai 2023 hat sich die deutsche Bundeswehr entschieden, nicht an der Modernisierung teilzunehmen, sondern anstelle des Tigers weitere bewaffnete Airbus Helicopters H145M zu beschaffen, so dass nur noch Frankreich und Spanien am Mk.3 teilnehmen. Die Heeresfliegertruppen werden den Tiger bis 2032 ausmustern.

## Nutzer

Loopingvorführung auf der ILA 2006 in Berlin

Anfangs sah das Beschaffungsprogramm 212 Hubschrauber für Deutschland und 215 für Frankreich vor. Die dafür veranschlagten Gesamtkosten beliefen sich im Jahr 1988 auf 18 Milliarden DM; erste Auslieferungen sollten im Jahr 1997 beginnen. Die Stückzahlen wurden nach dem Ende des Kalten Krieges deutlich reduziert.
Folgende Staaten verfügen über den Tiger oder planen den Erwerb:
- Deutschland: 53 (davon 2 in der Ausphasung, ursprünglich 80) der UHT-Version[60]
- Frankreich: 67 (ursprünglich 40 der HAP- plus 40 der HAD-Version, zwischenzeitlich auf 60 gekürzt und Ende 2015 wieder auf 67 erhöht.[61] Alle HAP sollen in HAD umgerüstet werden.)
- Spanien: 24, davon 6 ausgemusterte in der HAP und 18 der HAD-E-Variante[31]
- Australien: 22 der ARH-Variante

Bis Mai 2011 wurden 30 Tiger (alle in HAP-Konfiguration) an Frankreich, 16 an Deutschland, 20 an Australien und sechs an Spanien ausgeliefert, insgesamt 72 Stück.
Der Systempreis (Hubschrauber, Bewaffnung, Support) ist sowohl stückzahl- als auch versionsbedingt. 2002 wurde Spanien ein Angebot bezüglich 20/28 Hubschraubern unterbreitet.
- Tiger HAP 35/39 Millionen Dollar
- Tiger ARH 36 Millionen Dollar
- Tiger HAD 44/48 Millionen Dollar
- UH Tiger ≈45 Millionen Euro. Weitere Kosten entstehen durch Ausrüstungsanpassung, beispielsweise Anschaffung von stärkeren Triebwerken für 16 Hubschrauber.[36]

 Australien
Australian Army Aviation (AAAvn)
Die School of Army Aviation auf dem Stützpunkt AAF Oakey in Queensland, 160 km westlich von Brisbane, betreibt einige ARH-Tiger zur Schulung.
Einige wenige betreibt die Aircraft Research and Development Unit auf der RAAF Base Edinburgh.
Die Mehrzahl der 22 australischen Maschinen gehört zum 1st Aviation Regiment mit der 161. und der 162. Reconnaissance Squadron, das in den Robertson Barracks in Darwin in Nordaustralien liegt.
Die Regierung plant ab Mitte 2020 beginnend alle Tiger gegen einen neuen Kampfhubschrauber zu ersetzen. Hintergrund zu diesem Entschluss ist die schlechte Einsatzbereitschaft der Maschinen, die hohen Wartungskosten der MTR-390C-Triebwerke sowie die nicht erreichte Full Operational Capability; die 2015 erneut auf 2016 verschoben werden musste. 2016 wurde etwa bekannt, dass die Einsatzbereitschaft der Hubschrauber über das gesamte vergangene Jahr gesehen bei lediglich 3,5 von 16 in Dienst gestellten Hubschraubern gelegen hat. Das untersuchende Australia National Audit Office fand 76 sogenannte capability deficiencies, von denen 60 als „kritisch“ eingestuft wurden.
 Deutschland
Heeresflieger
Die ersten fünf der bis Juli 2018 ausgelieferten 68 Tiger der Heeresflieger wurden an das Deutsch-Französische Heeresfliegerausbildungszentrum TIGER (EFA, franz. Abk. von école franco-allemande) in Le Cannet-des-Maures, Südfrankreich, geliefert. Der deutsche Anteil gehört zum Internationalen Hubschrauberausbildungszentrum in Bückeburg.
Einziger Einsatzverband in der Bundeswehr ist das Kampfhubschrauberregiment 36 (KHR 36) „Kurhessen“ in Fritzlar. Insgesamt werden 51 Tiger betrieben. Die restlichen Maschinen dienen der Ersatzteilgewinnung.
 Frankreich
Aviation légère de l’armée de Terre (ALAT)
Die ersten Tigre in der Version HAP liegen neben ihren deutschen Pendants zur Schulung in Le Cannet-des-Maures bei der EFA. Der erste Einsatzverband ist das 5e Régiment d’Hélicoptères de Combat (5RHC) aus Pau in Aquitanien. Der zweite Einsatzverband, gleichzeitig erster mit der Version HAD ist seit Dezember 2013 das 1. Régiment d’Hélicoptères de Combat (1RHC) aus Phalsbourg in Lothringen.
 Spanien
Fuerzas Aeromóviles del Ejército de Tierra (FAMET)
Die Tigre, seit 2005 zunächst sechs Exemplare zu Trainingszwecken in der Version HAP geliefert, tragen in Spanien die Bezeichnung HA.28. Die ersten Piloten wurden noch in Le Luc geschult, seit Anfang 2010 verfügt das Batallón de Helicópteros de Ataque I (BHELA I), das auf der Basis Coronel Sánchez Bilbao in Almagro bei Ciudad Real in La Mancha liegt, jedoch über einen eigenen Simulator. Diesem Bataillon sollen alle 24 bestellten Tiger unterstellt werden. Die ersten beiden von insgesamt 18 Maschinen der Variante HAD-E wurden Ende 2014 ausgeliefert. Ursprünglich geplant war eine Aufrüstung der sechs Exemplare der Version HAP auf HAD-E, aus Einsparungsgründen ist dies mittlerweile nicht mehr vorgesehen.
Auch die chilenische Armee zeigte Interesse am Erwerb von sechs Tigern plus sechs Optionen.

## Einsätze

### Frankreich
Am 26. Juli 2009 wurden drei Tiger-HAP-Maschinen der französischen Heeresflieger (ALAT) des 5e régiment d’hélicoptères de combat (5e RHC) als Teil der Forces françaises en Afghanistan mit einer Antonow An-124 der Volga-Dnepr Airlines nach Kabul geflogen und begannen damit den ersten Auslandseinsatz von Tiger-Hubschraubern in Afghanistan. Anfang August 2009 erfolgte die Herstellung der Einsatzbereitschaft.
Am 20. August 2009 wurden erstmals zwölf Raketen eines Tiger-Kampfhubschraubers in Afghanistan im Kampfeinsatz abgefeuert.
Am 23. Mai 2011 wurde vom französischen Außenminister Alain Juppé bekanntgegeben, dass ein Schiff der Mistral-Klasse, der amphibische Hubschrauberträger Tonnerre (L9014), mit eingeschifften Tiger-Hubschraubern zur Unterstützung des Einsatzes in Libyen (UN-Resolution 1973) entsendet wurde. Die Tiger-Hubschrauber griffen am Morgen des 4. Juni 2011 erstmals aktiv in die Kampfhandlungen in Libyen ein und bekämpften Militärfahrzeuge sowie militärisches Gerät in der Nähe der ostlibyschen Stadt Brega. Die Besatzungen waren mit dem Tiger äußerst zufrieden, da er in stockdunkler Nacht im Tiefflug angreifen kann und über eine große Reichweite verfügt. Da die französischen Tiger jedoch lediglich über ungelenkte Raketen verfügen, musste ein älterer Hubschrauber Typ Gazelle mit HOT-Lenkflugkörpern harte Ziele über größere Distanzen bekämpfen.

### Deutschland

#### ISAF-Einsatz
Mit dem Erreichen der Einsatzreife wurden im Dezember 2012 vier UH Tiger des Kampfhubschrauberregiments 36, ausgerüstet mit der Kampfwertsteigerung ASGARD-F, im Rahmen des ISAF-Einsatzes nach Afghanistan entsandt und dem Einsatzgeschwader Mazar-e Sharif unterstellt. Zwei der Maschinen fungierten als Einsatzrotte, während die anderen beiden als technische Reserve bereitgehalten wurden. Die beiden ersten Tiger wurden am 13. Dezember 2012 nach Afghanistan geflogen, die anderen folgten am 20. Dezember 2012. Nach technischen Überprüfungen und einsatztaktischen Ausbildungsmaßnahmen für die Luftfahrzeugbesatzungen wurde die Einsatzbereitschaft der deutschen Tiger am 30. Januar 2013 gemeldet.
Der erste öffentlich bekanntgewordene Kampfeinsatz der deutschen Tiger erfolgte am 4. Mai 2013 in der Region Baghlan. Eine Gruppe von 17 KSK-Soldaten geriet in der Nähe eines Flussübergangs bei der Ortschaft Zaman Kheyl in einen Hinterhalt. Per Funk forderten die deutschen Soldaten daraufhin Luftnahunterstützung an, die unter anderem von zwei deutschen Tiger-Hubschraubern geleistet wurde. Im Rahmen dieser Unterstützung feuerten die beiden Tiger Raketen auf gegnerische Stellungen.
Der Einsatz der deutschen UH Tiger endete offiziell am 30. Juni 2014 nach anderthalb Jahren und insgesamt 1860 Flugstunden.
Am 29. Juli 2014 kehrte der letzte Kampfhubschrauber über den Flughafen Leipzig nach Deutschland zurück.

#### MINUSMA-Einsatz
Nachdem die Königlichen Luftstreitkräfte der Niederlande beschlossen hatten, ihre Kampfhubschrauber vom Typ AH-64 Apache nach mehreren Jahren Einsatz bei MINUSMA abzuziehen, erklärte sich die Bundesregierung bereit, einen gemischten Heeresfliegereinsatzverband nach Mali zu entsenden. Dazu schickte das Heer je drei NH90-MedEvac und Eurocopter-Tiger-Kampfhubschrauber zum Schutz der NH90 sowie je einen weiteren Hubschrauber des jeweiligen Typs als Reserve nach Gao. Gestellt werden die Maschinen und das Personal vom Transporthubschrauberregiment 10 aus Faßberg, dem Transporthubschrauberregiment 30 aus Niederstetten und dem Kampfhubschrauberregiment 36 aus Fritzlar.
Am 21. März 2017 trafen die ersten beiden Kampfhubschrauber Tiger per SALIS-Lufttransport mittels An-124 in Bamako ein, wo sie wieder einsatzbereit gemacht und im Anschluss nach Gao verlegt werden. Die volle Einsatzbereitschaft (FOC – Full Operational Capability) für die Kampfhubschrauber Tiger war für Anfang Mai geplant. Die FOC für die NH-90 wurde bereits am 24. April 2017 gemeldet.
Am 5. Mai 2017 erfolgte der erste Einsatz der Kampfhubschrauber Tiger bei MINUSMA. Am 26. Juli 2017 stürzte einer der vier Hubschrauber ab (siehe Zwischenfälle).

#### Weitere Einsatzplanung
Im Januar 2024 wurde im 18. Bericht des BMVg zu Rüstungsangelegenheiten wurde bekanntgegeben, dass der TIGER bis 2032 aus der operativen Nutzung genommen werden soll.

### Spanien
Spaniens Heeresflieger FAMET verlegten am 26. März 2013 drei Tiger HAP des Batallón de Helicópteros de Ataque I (BHELA I) vom Flugplatz Torrejón de Ardoz nach Herat in den Westen Afghanistans. Die Herstellung der Einsatzbereitschaft erfolgte am 9. April 2013.
Die drei Tiger, die dem Einsatzgeschwader ASPUHEL unterstellt sind, sollen im Rahmen der spanischen ISAF-Mission den stufenweisen Truppenabzug unterstützen.

## Zwischenfälle
- Am 17. Februar 1998 stürzte ein französischer Tiger während eines Nachtfluges in der Nähe des australischen Townsville ab. Als Ursache wurde menschliches Versagen identifiziert, infolgedessen der voll funktionsfähige Hubschrauber mit dem Boden kollidierte. Der französische Pilot und sein australischer Passagier erlitten nur leichte Verletzungen, der Hubschrauber wurde zerstört.[83][84]

- Am 4. Februar 2011 stürzte ein Tiger HAP der französischen Armee während eines Nachtfluges in der Nähe von Kabul ab, die beiden Piloten wurden nur leicht verletzt. Feindlicher Beschuss wurde als Absturzursache ausgeschlossen.[85][86]

- Am 8. März 2012 musste ein Tiger ARH der australischen Armee eine Notlandung durchführen, nachdem er während eines Übungsfluges ca. 45 Kilometer nördlich des Oakey Army Aviation Centre eine Stromleitung berührt hatte. Beide Besatzungsmitglieder blieben unverletzt, die Schäden am Hubschrauber wurden als „gering“ eingestuft.[87]

- Am 4. März 2013 stürzte ein deutscher UH Tiger mit ASGARD-F-Rüstsatz des Kampfhubschrauberregiments 36 bei einem Übungsflug in der Nähe von Ettal ab und brannte vollständig aus. Die Besatzung überlebte den Absturz leicht verletzt.[88][89][90] Bis zur Klärung der Ursache wurden alle UH Tiger in Deutschland durch die jeweiligen Kommandeure mit einem Flugverbot belegt, das jedoch zwei Tage nach dem Absturz durch sie und den General Flugsicherheit aufgehoben wurde.[91][92]

- Am 26. Juli 2017 stürzte ein Tiger der Bundeswehr bei Tabankort (Kreis Bourem, Region Gao) im Norden Malis ab, beide Besatzungsmitglieder kamen dabei ums Leben.[93] Der Hubschrauber brannte vollständig aus.[94] Nach ersten Erkenntnissen der Unfalluntersuchung verlor der Hubschrauber, kurz nachdem die Maschine in den starken Sinkflug übergegangen war, die Hauptrotorblätter. Nach einem vorübergehenden Flugverbot für die Tiger der Bundeswehr dürfen diese seit dem 23. September 2017 wieder fliegen. Allerdings gibt es Einschränkungen bei der Geschwindigkeit und Nutzung des Autopiloten.[95] Die Bundeswehr hatte vier Tiger bei der UN-Mission MINUSMA in Mali im Einsatz.[96][97] Laut dem endgültigen Untersuchungsbericht vom 11. Dezember 2018 war ein Wartungsfehler die Ursache für den Absturz; bei einer Reparatur durch Airbus-Mechaniker am Heeresfliegerstandort Fritzlar sei die Flugsteuerung falsch justiert worden, sodass der Absturz unvermeidlich war.[98] Die Staatsanwaltschaft ermittelte in dem Fall.[99]

## Technische Daten

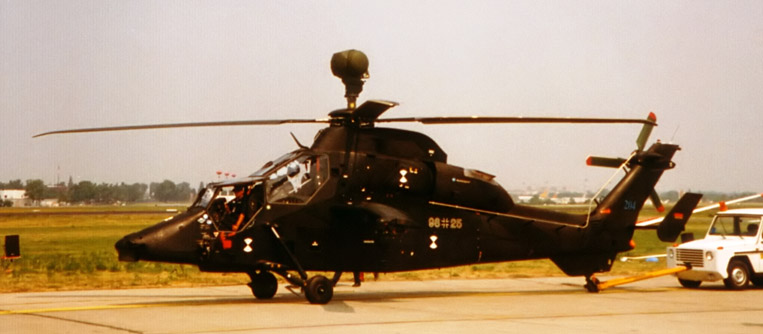
Eurocopter Tiger auf der ILA 2000 in Berlin

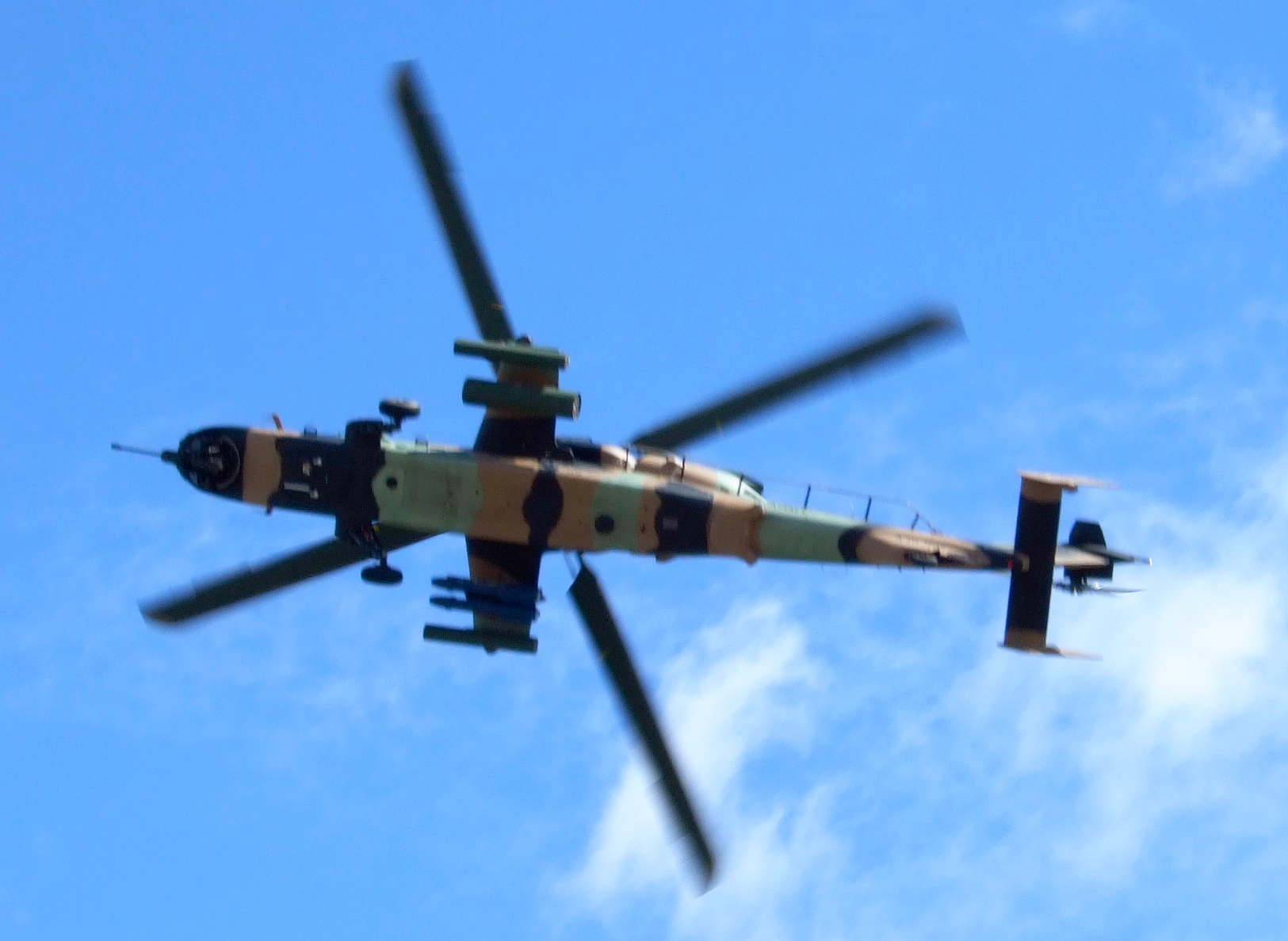
Eurocopter Tiger für die australische Armee

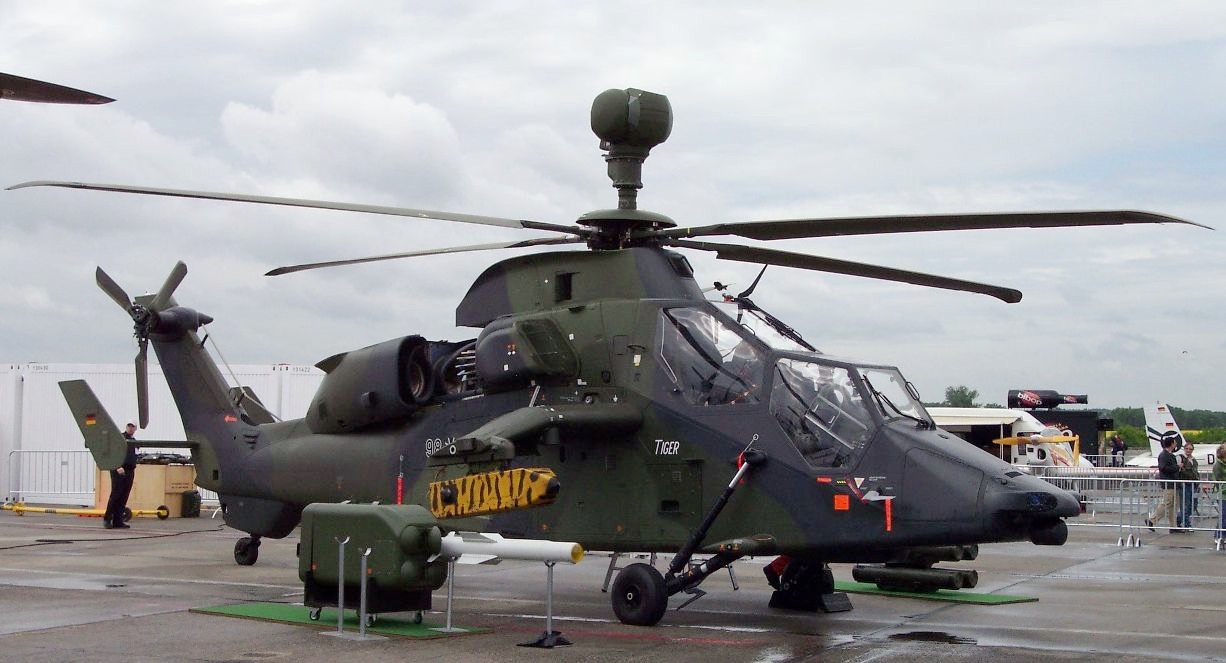
Der Eurocopter Tiger der Bundeswehr

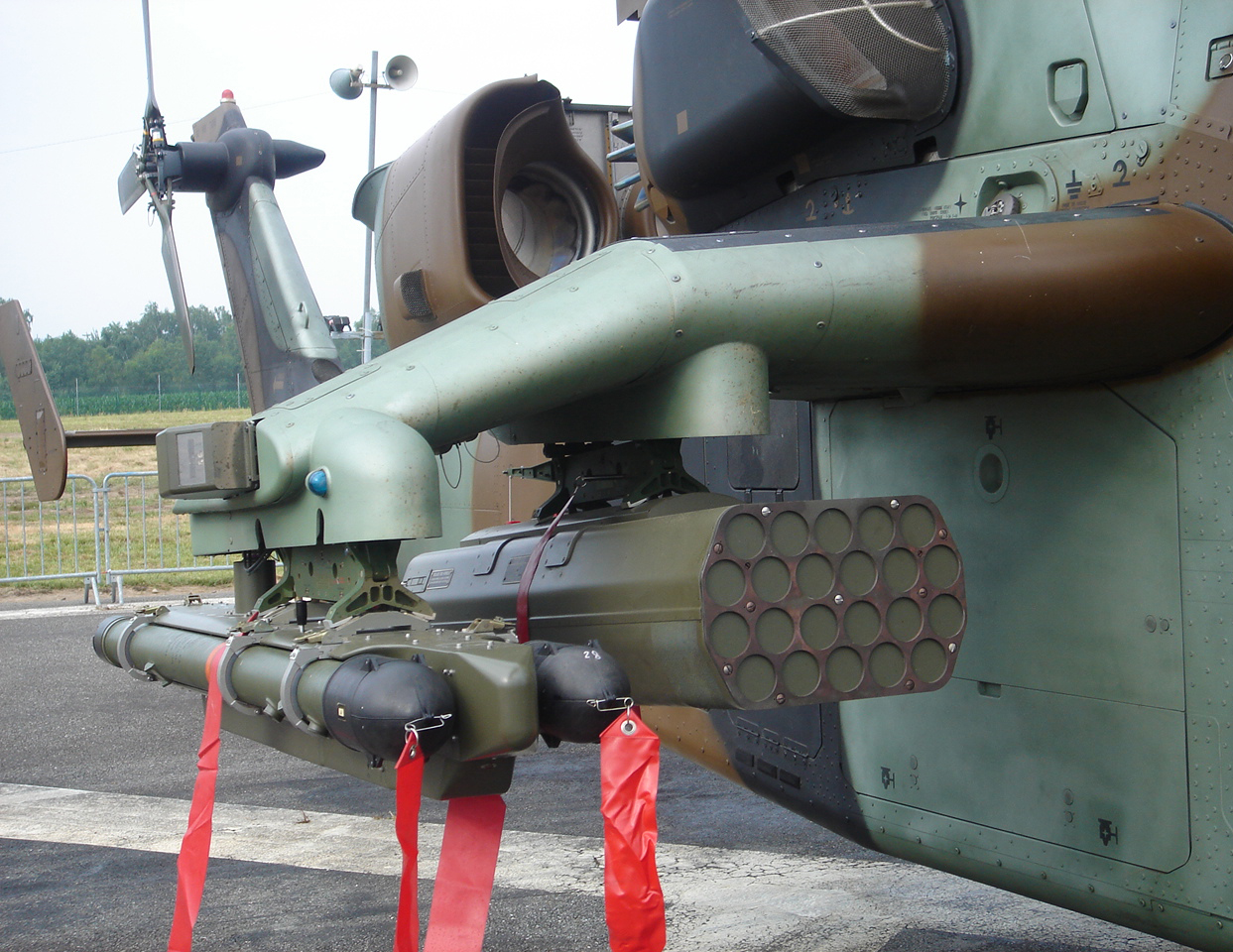
Bewaffnung eines Eurocopter Tiger HAP

| Kenngröße              | Version HAP                                        | Version UHT                                        | Version ARH                                        | Version HAD                                        |
| ---------------------- | -------------------------------------------------- | -------------------------------------------------- | -------------------------------------------------- | -------------------------------------------------- |
| Typ                    | mittlerer Kampfhubschrauber                        | mittlerer Kampfhubschrauber                        | mittlerer Kampfhubschrauber                        | mittlerer Kampfhubschrauber                        |
| Besatzung              | Pilot und Bordschütze                              | Pilot und Bordschütze                              | Pilot und Bordschütze                              | Pilot und Bordschütze                              |
| Rumpflänge             | 14,08 m                                            | 14,08 m                                            | 14,08 m                                            | 14,08 m                                            |
| Länge über Hauptrotor  | 15,80 m                                            | 15,80 m                                            | 15,80 m                                            | 15,80 m                                            |
| Rotordurchmesser       | 13,00 m                                            | 13,00 m                                            | 13,00 m                                            | 13,00 m                                            |
| Heckrotordurchmesser   | 2,70 m                                             | 2,70 m                                             | 2,70 m                                             | 2,70 m                                             |
| Flügelspannweite       | 4,50 m (mit Außenlastträgern)                      | 4,50 m (mit Außenlastträgern)                      | 4,50 m (mit Außenlastträgern)                      | 4,50 m (mit Außenlastträgern)                      |
| Höhe                   | 3,83 m                                             | 5,20 m                                             | 3,83 m                                             | 3,83 m                                             |
| Leermasse              | 3060 kg                                            | 3060 kg                                            | 3060 kg                                            | 3060 kg                                            |
| normale Startmasse     | 4710 kg                                            | 4860 kg                                            | 4710 kg                                            |                                                    |
| max. Startmasse        | 6100 kg                                            | 6100 kg                                            | 6100 kg                                            | 6600 kg                                            |
| interner Treibstoff    | 1080 kg (1360 l)                                   | 1080 kg (1360 l)                                   | 1080 kg (1360 l)                                   | 1080 kg (1360 l)                                   |
| Höchstgeschwindigkeit  | 290 km/h (ohne Bewaffnung und Mastvisier 315 km/h) | 290 km/h (ohne Bewaffnung und Mastvisier 315 km/h) | 290 km/h (ohne Bewaffnung und Mastvisier 315 km/h) | 290 km/h (ohne Bewaffnung und Mastvisier 315 km/h) |
| Marschgeschwindigkeit  | 280 km/h                                           | 260 km/h                                           | 280 km/h                                           | 280 km/h                                           |
| Steigrate              | 10,7 m/s                                           | 10,7 m/s                                           | 10,7 m/s                                           | 10,7 m/s                                           |
| Dienstgipfelhöhe       | 4000 m                                             | 4000 m                                             | 4000 m                                             | 4000 m                                             |
| Einsatzreichweite      | bis ~800 km                                        | bis ~800 km                                        | bis ~800 km                                        | bis ~800 km                                        |
| Einsatzdauer           | 3,1 h                                              | 3,1 h                                              | 3,1 h                                              | 3,1 h                                              |
| Überführungsreichweite | 1300 km                                            | 1300 km                                            | 1300 km                                            | 1300 km                                            |
| Triebwerke             | 2 × MTR-390 2C                                     | 2 × MTR-390 2C                                     | 2 × MTR-390 2C                                     | 2 × MTR-390 E                                      |
| Triebwerksleistung     | je 873 kW (1160 kW Notleistung)                    | je 873 kW (1160 kW Notleistung)                    | je 873 kW (1160 kW Notleistung)                    | je 1094 kW (1322 kW Notleistung)                   |